# 기업가 정신
기업가 정신(entrepreneurship) 혹은 창업가 정신은 일반적으로 (전통적인 사업이 가정하는) 최소한의 위험을 넘어 경제적 가치를 창출하거나 추출하는 방식이며, 단순히 경제적인 가치 외의 가치도 포함할 수 있다. 외부환경 변화에 민감하게 대응하면서 항상 기회를 추구하고, 그 기회를 잡기 위해 혁신적인 사고와 행동을 하여, 그로 인해 시장에 새로운 가치를 창조하고자 하는 생각과 의지이다.
기업가(entrepreneur)는 하나 이상의 사업체를 만들고/만들거나 투자하며, 대부분의 위험을 부담하고 대부분의 보상을 누리는 사업가이다. 사업을 시작하는 과정을 "기업가 정신"이라고 부른다. 기업가는 일반적으로 혁신가, 새로운 재화, 서비스, 사업/또는 절차의 원천으로 여겨진다.
더 좁은 정의에서는 기업가 정신을 새로운 사업을 설계, 시작 및 운영하는 과정으로 설명하기도 하며, 이는 종종 소상공인과 유사하거나 (비즈니스 사전(Business Dictionary)에 따르면) "이익을 창출하기 위해 사업 벤처와 그 위험을 개발, 조직 및 관리하는 능력과 의지"로 설명되기도 한다. 이러한 사업을 창업하는 사람들을 종종 "기업가"라고 부른다.
경제학 분야에서는 기업가라는 용어를 발명이나 기술을 제품과 서비스로 전환할 수 있는 능력을 가진 주체에 사용한다. 이러한 의미에서 기업가 정신은 기존 기업과 신규 기업 모두의 활동을 설명한다.

## 기업가 정신에 대한 관점
21세기에는 국민 국가의 정부가 경제 성장과 경쟁을 개선하거나 자극할 것이라는 기대로 기업가 정신과 기업 문화를 장려하려고 노력해 왔다. 공급측면 경제학이 끝난 후, 기업가 정신이 경제를 활성화할 것으로 기대되었다.
학문 분야로서 기업가 정신은 다양한 학파를 수용한다. 이는 경영, 경제학, 사회학, 경제사와 같은 분야 내에서 연구되어 왔다. 어떤 이들은 기업가 정신을 기업가에게 할당된 것으로 본다. 이 학자들은 기업가가 하는 일과 기업가가 가진 특성에 초점을 맞추는 경향이 있다. 이를 때로는 기업가 정신에 대한 기능주의적 접근법이라고 부른다. 다른 이들은 개인주의적 관점에서 벗어나 기업가적 과정에 초점을 맞추고 주체와 맥락 간의 상호작용에 몰두한다. 이러한 접근법을 때로는 과정론적 접근법 또는 기업가 정신에 대한 맥락적 전환/접근법이라고 부른다.

## 요소
기업가 정신에는 경제적 가치의 창출 또는 추출이 포함된다. 이는 위험과 주도성을 통해 이익을 얻으려는 기업가 또는 사업체의 소유자 또는 관리자의 행위이다. 기업가는 관리자로서 기업의 시작과 성장을 감독한다. 기업가 정신은 개인 또는 팀이 사업 기회를 식별하고 이를 활용하는 데 필요한 자원을 획득하고 배치하는 과정이다.
19세기 초, 프랑스 경제학자 장바티스트 세는 기업가 정신을 "경제적 자원을 낮은 생산성 영역에서 더 높은 생산성 및 더 큰 수확을 위한 영역으로 이동시키는 것"이라고 광범위하게 정의했다. 기업가들은 새롭고 독특한 것을 창조한다 – 그들은 가치를 변화시키거나 변형시킨다.
기업의 규모가 크든 작든, 기업가 정신의 기회에 참여할 수 있다. 기업가가 되기 위한 네 가지 기준이 있다. 첫째, 이익을 창출하기 위해 자원을 재결합할 수 있는 기회나 상황이 있어야 한다. 둘째, 기업가 정신은 특정 개인에 대한 선호적 접근이나 기회에 대한 정보를 인식하는 능력과 같은 사람들 간의 차이를 요구한다. 셋째, 일정 수준의 위험을 감수하는 것이 필수적이다. 넷째, 기업가적 과정은 사람과 자원의 조직화를 필요로 한다.
기업가는 자신의 시간, 에너지, 자원을 사용하여 타인을 위한 가치를 창출한다. 그들은 이 노력에 대해 금전적으로 보상받으며, 따라서 창출된 가치의 소비자와 기업가 모두 이익을 얻는다.
기업가는 요소이며, 기업가 정신에 대한 연구는 17세기 후반과 18세기 초반의 리처드 캉티용과 애덤 스미스의 연구로 거슬러 올라간다. 그러나 기업가 정신은 19세기 후반과 20세기 초반까지는 이론적으로 거의 무시되었고, 1970년대 후반부터 사업 및 경제 분야에서 심오한 부흥이 있을 때까지는 실증적으로도 무시되었다.
20세기에는 기업가 정신에 대한 이해가 1930년대 경제학자 조지프 슘페터의 연구와 카를 멩거, 루트비히 폰 미제스, 프리드리히 하이에크와 같은 다른 오스트리아 학파 경제학자들의 연구에 많은 영향을 받았다. 슘페터에 따르면, 기업가는 새로운 아이디어나 발명을 성공적인 혁신으로 전환할 의지와 능력을 가진 사람이다. 기업가 정신은 슘페터가 "창조적 파괴의 폭풍"이라고 불렀던 것을 활용하여 시장과 산업 전반에 걸쳐 열등한 혁신을 전부 또는 부분적으로 대체하고, 동시에 새로운 사업 모형을 포함한 새로운 제품을 창출한다.
기업가 정신에 대한 슘페터의 논문을 확장한 연구들은 다양한 데이터 세트와 기술을 사용하여 기업가의 특성을 설명하려고 노력해 왔다. 글로벌 기업가 정신 모니터(GEM)의 데이터를 살펴보면, 동남아시아 국가 연합(ASEAN)에 특화된 기업가적 특성은 다음과 같다: 사업 관리 또는 소유 경험, 고용 상태에서의 기회 추구, 자영업. 새로운 사업을 설립하려는 결정에서 ASEAN 기업가는 특히 자신의 기업에 대한 장기적인 정신 모델에 의존하는 동시에 단기적으로 새로운 기회를 탐색한다. 이러한 주도적 특성들은 해당 지역에서 연쇄 기업가 정신의 존재를 암시한다.
창조적 파괴가 산업의 역동성과 장기적인 경제 성장에 크게 기여한다고 주장되어 왔다. 기업가 정신이 경제 성장으로 이어진다는 가정은 내생적 성장 이론의 잔차에 대한 해석이며, 학술 경제학에서 논의되고 있다. 이즈리얼 커즈너가 제시한 대안적인 설명은 대부분의 혁신이 빨대 제작 시 종이를 플라스틱으로 대체하는 것과 같이 훨씬 더 점진적인 개선일 수 있으며, 특별한 자질을 필요로 하지 않는다고 제안한다.

## 기업가적 기회
기업가적 기회의 활용은 다음을 포함할 수 있다.
- 사업계획서 개발
- 인적자원 고용
- 재정 및 물적 자원 확보
- 리더십 제공
- 벤처의 성공 또는 실패에 대한 책임
- 위험회피

경제학자 조지프 슘페터(1883~1950)는 경제에서 기업가의 역할을 "창조적 파괴"로 보았으며, 이는 오래된 산업을 동시에 파괴하면서 새로운 산업과 접근 방식을 도입하는 혁신을 시작하는 것으로 정의했다. 슘페터에게 이러한 변화와 "혁신적인 기업가에 의해 야기되는 동적인 경제적 균형은 건강한 경제의 규범"이었다. 기업가 정신은 종종 새롭고 작은 영리 스타트업과 관련이 있지만, 기업가적 행동은 소규모, 중규모 및 대규모 기업, 신규 및 기존 기업, 영리 및 비영리 조직(자원봉사 단체, 자선 단체 및 정부 포함)에서 볼 수 있다.
기업가 정신은 종종 다음과 같은 기업가 정신 생태계 내에서 작동할 수 있다:
- 기업가 정신을 장려하고 기업가 및 스타트업을 지원하는 정부 프로그램 및 서비스
- 소기업 협회 및 기업가에게 조언과 멘토링을 제공하는 조직과 같은 비정부 조직 (예: 기업가 정신 센터 또는 웹사이트를 통해)
- 기업가 정신 프로그램 및 소기업 친화적인 법률 및 규제에 대한 지원 확대를 위해 정부에 로비하는 소기업 옹호 단체
- 기업가 정신 자원 및 시설 (예: 비즈니스 인큐베이터 및 엑셀러레이터)
- 학교, 단과대학 및 대학교에서 제공하는 기업가 정신 교육 및 훈련 프로그램
- 자금 조달 (예: 은행 대출, 벤처 캐피털, 엔젤 투자 및 정부 및 민간 재단 보조금)[20]

2000년대에 "기업가 정신"이라는 용어의 사용은 어떻게 그리고 왜 일부 개인(또는 팀)이 기회를 식별하고, 실현 가능하다고 평가하고, 이를 활용하기로 결정하는지를 포함하도록 확장되었다. 이 용어는 또한 사람들이 이러한 기회를 사용하여 새로운 제품이나 서비스를 개발하고, 새로운 기업이나 산업을 시작하며, 부를 창출하는 방법을 논의하는 데 사용되었다. 기업가적 과정은 기회가 활용된 후에만 식별될 수 있기 때문에 불확실하다.
기업가들은 새로운 가능성을 찾고 충족되지 않은 시장 요구를 보는 데 긍정적인 편향을 보이며, 위험 감수 경향이 있어 사업 기회를 활용할 가능성이 더 높다.

## 역사

### 역사적 용례

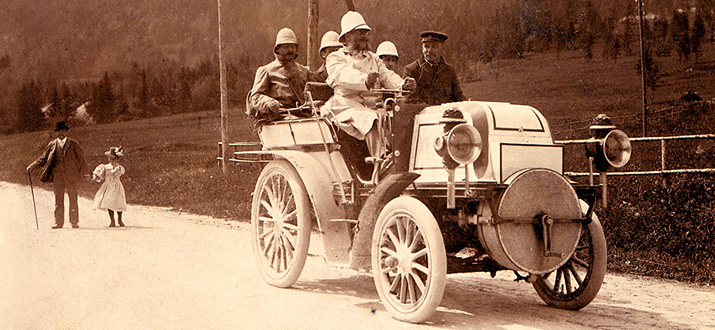
에밀 옐리네크-메르세데스(1853–1918), 피닉스 더블-파에톤의 운전석에 앉아 있다

"기업가(Entrepreneur)"는 프랑스어 외래어이다. 이 단어는 자크 데 브루슬롱이 편찬하고 1723년에 출판된 프랑스어 사전 《Dictionnaire Universel de Commerce》에 처음 등장했다. 특히 영국에서는 "모험가(adventurer)"라는 용어가 동일한 의미로 자주 사용되었다. 기업가 정신에 대한 연구는 17세기 후반과 18세기 초반 아일랜드-프랑스 경제학자 리처드 캉티용의 연구로 거슬러 올라가는데, 이는 고전파 경제학의 토대가 되었다. 캉티용은 자신의 저서 《Essai sur la Nature du Commerce en Général》(또는 일반 무역의 본질에 관한 에세이)에서 이 용어를 처음 정의했는데, 윌리엄 스탠리 제번스는 이 책을 "정치 경제학의 요람"이라고 평가했다. 캉티용은 이 용어를 제품을 특정 가격에 구매하여 불확실한 가격에 재판매하는 사람, 즉 "자원을 획득하고 사용하는 것에 대한 결정을 내리면서 결과적으로 기업의 위험을 감수하는 사람"으로 정의했다. 캉티용은 기업가를 재정적 수익을 극대화하기 위해 기회를 활용하기 위해 의도적으로 자원을 배분하는 위험 감수자로 보았다. 캉티용은 기업가가 위험을 감수하고 불확실성에 대처하려는 의지를 강조함으로써 기업가의 기능에 주의를 기울이고 기업가의 기능과 자금을 제공하는 소유자의 기능을 구별했다.
장바티스트 세 또한 기업가들을 경제 발전의 원동력으로 파악하며, 생산 요소를 수집하는 사람으로서 자원을 덜 생산적인 분야에서 더 생산적인 분야로 배분하는 역할을 강조했다. 세와 캉티용 모두 프랑스 사상 학파에 속했으며 중농주의자로 알려져 있다.
독일 중세 길드 시대부터 장인은 기업가로 활동하기 위해 특별한 허가를 받아야 했다. 이 허가는 '소규모 역량 증명서'(Kleiner Befähigungsnachweis)라고 불렸으며, 이는 마이스터 자격증을 소지한 장인에게만 견습생 훈련을 제한했다. 이 제도는 독일국에서 1871년에 도입된 이른바 '자유로운 상거래'(Gewerbefreiheit) 시기 이후 1908년에 도입되었다. 그러나 사업을 시작하는 데 역량 증명서가 필수는 아니었다. 1935년과 1953년에는 더 큰 역량 증명서(Großer Befähigungsnachweis Kuhlenbeck)가 재도입되어, 장인이 새로운 사업을 시작하기 전에 마이스터 견습 훈련 증명서를 취득하도록 요구했다.
아샨티 제국에서는 막대한 부와 남성을 축적하고 영웅적인 업적으로 두각을 나타낸 성공적인 기업가들은 "아비렘폰(Abirempon)"이라는 칭호를 받아 사회적, 정치적 인정을 받았다. "아비렘폰"이라는 명칭은 서기 18세기와 19세기에 이르러 국가 전체에 이익이 되는 무역을 수행하는 사람들을 포괄하도록 공식화되고 정치화되었다. 국가는 이러한 업적을 달성한 기업가들에게 "헤럴드 상징"인 메나(코끼리 꼬리)를 수여했다.

### 20세기
20세기에는 기업가 정신이 1930년대 조지프 슘페터와 카를 멩거(1840~1921), 루트비히 폰 미제스(1881~1973), 프리드리히 하이에크(1899~1992)와 같은 다른 오스트리아 학파 경제학자들에 의해 연구되었다. 영어 단어 "entrepreneur"의 프랑스어 차용은 1762년으로 거슬러 올라가지만, "entrepreneurism"이라는 단어는 1902년부터 사용되었으며 "entrepreneurship"이라는 용어도 1902년에 처음 등장했다. 슘페터에 따르면, 기업가는 새로운 아이디어나 발명을 성공적인 혁신으로 전환할 의지와 능력을 가진 사람이다. 기업가 정신은 슘페터가 "창조적 파괴의 폭풍"이라고 불렀던 것을 활용하여 시장과 산업 전반에 걸쳐 열등한 제안을 전부 또는 부분적으로 대체하고, 동시에 새로운 제품과 새로운 사업 모형을 창출하며, 따라서 창조적 파괴는 장기적인 경제 성장에 크게 기여한다. 기업가 정신이 경제 성장으로 이어진다는 생각은 내생적 성장 이론의 잔차에 대한 해석이며, 학술 경제학에서 계속 논의되고 있다. 이즈리얼 커즈너(1930년생)의 대안적인 설명은 대부분의 혁신이 점진적인 개선일 수 있다고 제안한다. 예를 들어 빨대 제작 시 종이를 플라스틱으로 대체하는 것과 같이 특별한 자질을 필요로 하지 않는 것이다.
슘페터에게 기업가 정신은 새로운 산업과 현재 존재하는 투입물의 새로운 조합을 야기했다. 슘페터의 초기 예시는 증기 기관과 당시의 마차 제조 기술을 결합하여 자동차가 없는 마차를 생산하는 것이었다. 이 경우, 혁신(즉, 자동차)은 변혁적이었지만 극적인 신기술 개발을 필요로 하지 않았다. 그것은 즉시 마차를 대체하지는 않았지만, 시간이 지남에 따라 점진적인 개선으로 비용이 절감되고 기술이 향상되어 현대 자동차 산업으로 이어졌다. 슘페터의 20세기 초 기여에도 불구하고, 전통적인 미시경제학 이론은 이론적 틀에서 기업가를 공식적으로 고려하지 않았다(대신 자원이 가격 시스템을 통해 서로를 찾을 것이라고 가정했다). 이러한 처리에서 기업가는 x-효율성의 대리인이라는 개념과 일치하는 암시적이지만 불특정한 행위자였다.
슘페터에게 기업가는 위험을 부담하지 않았다. 자본가가 부담했다. 슘페터는 균형이 불완전하다고 믿었다. 슘페터(1934)는 변화하는 환경이 수익성을 높이기 위한 자원의 최적 할당에 대한 새로운 정보를 지속적으로 제공한다는 것을 보여주었다. 일부 개인은 다른 사람들보다 먼저 새로운 정보를 획득하고 자원을 재결합하여 기업가적 이익을 얻는다. 슘페터는 기업가가 혁신을 사용하여 생산가능곡선을 더 높은 수준으로 이동시킨다고 보았다.
처음에는 경제학자들이 기업가 정신 개념을 심층적으로 연구하려는 첫 시도를 했다. 앨프리드 마셜은 기업가를 다재다능한 자본가로 보았고, 완전히 경쟁적인 시장의 균형에서는 경제 활동의 창조자로서의 "기업가"를 위한 자리가 없다고 관찰했다.
20세기 후반 러시아와 중국의 정치 및 사회 변화는 기업가적 활동의 번성으로 이어져, 러시아 신흥재벌과 중국 백만장자를 탄생시켰다.

### 21세기

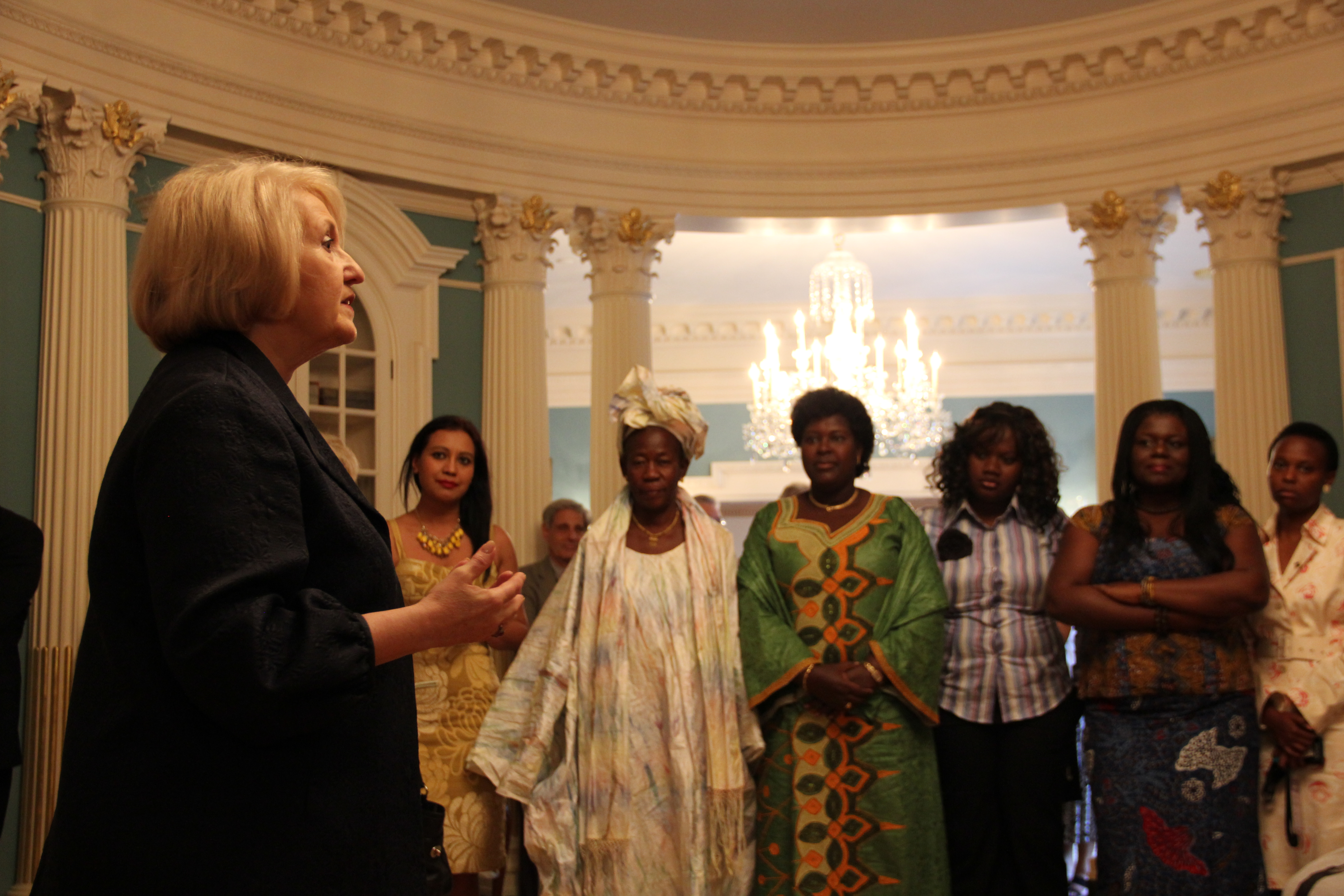
2012년, 글로벌 여성 문제 담당 대사 멜란느 버비어가 워싱턴 D.C. 국무부에서 아프리카 여성 기업가 정신 프로그램 참가자들을 맞이하고 있다.

2000년대에 기업가 정신이라는 용어는 영리 기업에서 사회적 기업가 정신으로 확장되어, 사업 목표가 사회적, 환경적 또는 인도주의적 목표와 함께 추구되며 심지어 정치 기업가의 개념까지 포함하게 되었다. 기존 기업이나 대규모 조직 내의 기업가 정신은 사내 기업가 정신이라고 불리며, 대기업이 자회사 조직을 "스핀오프"하는 기업 벤처를 포함할 수 있다.
기업가들은 위험을 감수하고 주도성을 발휘하여, 자원을 계획, 조직 및 배치함으로써 시장 기회를 활용하며, 종종 혁신을 통해 새로운 제품이나 서비스를 창출하거나 기존 제품이나 서비스를 개선한다. 2000년대에는 "기업가 정신"이라는 용어가 기업가적 이니셔티브, 예를 들어 사회적 기업가 정신, 정치 기업가 정신 또는 지식 기업가 정신의 형태로 나타나는 특정 마인드셋을 포함하도록 확장되었다.
글로벌 기업가 정신 모니터의 설립자인 폴 레이놀즈에 따르면, "은퇴할 때쯤이면 미국에서 일하는 남성 중 절반은 1년 이상 자영업을 한 경험이 있을 것이며, 4명 중 1명은 6년 이상 자영업을 했을 수도 있다. 새로운 사업 창출에 참여하는 것은 미국 근로자들의 경력 전반에 걸쳐 흔한 활동이다." 최근 몇 년 동안 기업가 정신은 미국과 서유럽 모두에서 경제 성장의 주요 동력으로 주장되어 왔다.
기업가적 활동은 조직의 유형과 관련된 창의성에 따라 상당히 다르다. 기업가 정신은 혼자서 하는 단기 프로젝트부터 팀을 포함하고 많은 일자리를 창출할 수 있는 대규모 사업에 이르기까지 다양하다. 많은 "고가치" 기업가적 벤처는 벤처 캐피털이나 엔젤 자금(시드머니)을 찾아서 사업을 구축하고 확장하기 위한 자본을 조달한다. 정부 기관, 비즈니스 인큐베이터(영리, 비영리, 또는 대학 운영), 사이언스 파크 및 비정부 기구(비영리 단체, 자선 단체, 재단, 사업 옹호 단체(예: 상공회의소))를 포함한 다양한 조직들이 예비 기업가를 지원하기 위해 존재한다. 2008년부터 "사람들에게 기업가 정신의 이점을 알리고 기업가 정신 관련 활동에 참여하도록 하는" 것을 목표로 하는 연례 "글로벌 기업가 정신 주간" 행사가 시작되었다.

### 소상공인과 기업가 정신의 관계
"기업가"라는 용어는 종종 "소상공인"이라는 용어와 혼용되거나 상호 교환적으로 사용된다. 대부분의 기업가적 벤처는 소상공인으로 시작하지만, 모든 소상공인이 엄밀한 의미에서 기업가적인 것은 아니다. 많은 소상공인은 소유자 혼자 또는 소수의 직원을 고용하는 개인 사업체이며, 이러한 소상공인 중 다수는 기존 제품, 공정 또는 서비스를 제공하며 성장을 목표로 하지 않는다. 이와 대조적으로, 기업가적 벤처는 혁신적인 제품, 공정 또는 서비스를 제공하며 기업가는 일반적으로 직원을 추가하고, 해외 판매를 모색하는 등 회사를 확장하는 것을 목표로 하며, 이 과정은 벤처 캐피털 및 엔젤 투자로 자금을 조달한다. 이러한 방식으로 "기업가"라는 용어는 "스타트업"이라는 용어와 더 밀접하게 관련될 수 있다. 성공적인 기업가는 적절한 계획을 통해 사업을 긍정적인 방향으로 이끌고, 변화하는 환경에 적응하며, 자신의 강점과 약점을 이해할 수 있는 능력을 가지고 있다.

### 역사학자들의 평가 및 순위
영국 산업 혁명을 이끄는 데 기여한 소비자 혁명의 요구를 충족시킨 18세기 도공이자 기업가이며 현대 광고의 선구자였던 조사이아 웨지우드는 다이렉트 마케팅, 환불 보증, 방문판매원, "하나 사면 하나 더" 등을 고안한 것으로 유명하며, 역사가 주디스 플랜더스는 그를 "세상에서 가장 위대하고 혁신적인 소매업자 중 한 명"으로 평가했다. 또 다른 역사가 트리스트람 헌트는 웨지우드를 "개인의 추진력과 놀라운 재능으로 우리가 일하고 사는 방식을 바꾼, 어렵고도 뛰어나며 창의적인 기업가"라고 불렀다. 빅토리아 시대 웨일스 기업가 프라이스 프라이스-존스는 산업 혁명 중에 만들어진 철도망과 영국에서 발전한 현대 우편 시스템을 활용하여 최초의 통신판매 사업을 시작했으며, 영국방송공사는 그의 유산을 "10억 파운드 산업을 시작한 통신판매 선구자"라고 요약했다.
2002년 58명의 경영사 교수를 대상으로 한 설문조사에서 미국 경영사에서 최고의 자리는 헨리 포드가 차지했으며, 그 뒤를 이어 빌 게이츠, 존 D. 록펠러, 앤드루 카네기, 토머스 에디슨 순이었다. 그 다음으로는 샘 월턴, J. P. 모건, 알프레드 피처드 슬로언, 월트 디즈니, 레이 크록, 토머스 J. 왓슨, 알렉산더 그레이엄 벨, 일라이 휘트니, 제임스 제롬 힐, 잭 웰치, 사이러스 맥코믹, 데이비드 패커드, 빌 휴렛, 코닐리어스 밴더빌트, 조지 웨스팅하우스가 뒤를 이었다. 1977년 경영학자들을 대상으로 한 설문조사에서는 경영 아이디어의 상위 5대 개척자로 프레더릭 윈즐로 테일러, 체스터 바너드, 프랭크 번커 길브레스 시니어, 엘턴 메이요, 릴리안 몰러 길브레스가 보고되었다.

## 기업가 정신의 유형

### 문화적
크리스토퍼 레아(Christopher Rea)와 니콜라이 볼랜드(Nicolai Volland)에 따르면, 문화적 기업가 정신은 "문화적 직업과 문화적 생산 방식 사이의 이동성을 특징으로 하는 개인 및 집단 행위의 실천"을 의미하며, 이는 창조 산업 활동과 분야를 가리킨다. 그들의 저서 《문화의 사업》(2015)에서 레아와 볼랜드는 세 가지 유형의 문화 기업가를 식별한다: "문화적 인물"은 "자신의 개인적인 창의성 브랜드를 문화적 권위로 구축하고 이를 활용하여 다양한 문화 기업을 창조하고 유지하는 개인"으로 정의된다. "거물"은 "산업적, 문화적, 정치적, 자선적 이익 간의 시너지를 형성함으로써 문화 분야에서 상당한 영향력을 구축한 기업가"로 정의된다. 그리고 "협동 기업"은 영리 또는 비영리 목적으로 문화 생산에 참여할 수 있는 조직을 의미한다.
2000년대에 스토리텔링은 문화 기업가 정신 연구 분야로 떠올랐다. 일부는 기업가가 정당성을 구축하고 시장 기회와 새로운 자본을 확보하기 위해 이야기를 사용하는 "숙련된 문화 운영자"로 간주되어야 한다고 주장했다. 다른 이들은 문화 기업가 정신 연구에서 '내러티브 전환'에 대해 이야기할 필요가 있다고 결론지었다.

### 민족적

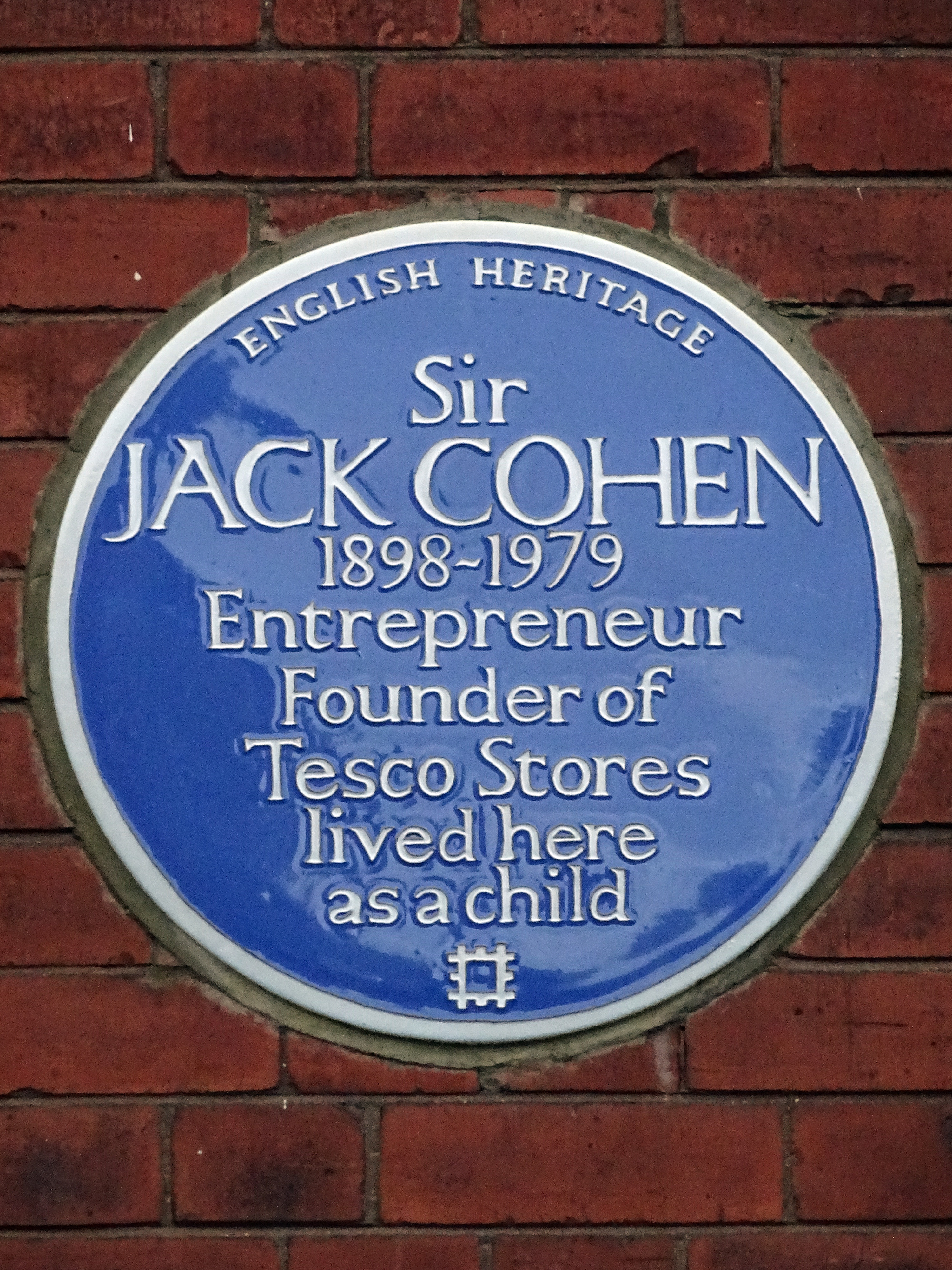
런던에 있는 유대계 기업가 잭 코헨을 기리는 명판. 그는 1919년 영국 최대 슈퍼마켓 체인인 테스코를 설립했다.

"민족적 기업가 정신"이라는 용어는 유럽과 북미에서 소수 민족에 속하는 자영업 사업주를 지칭한다. 학술 연구의 오랜 전통은 이민족 기업가들이 미국 또는 유럽 주류 사회에 경제적으로 통합하기 위해 노력하는 경험과 전략을 탐구한다. 고전적인 사례로는
두 지역의 유대인 상인과 무역업자, 영국의 남아시아인, 미국의 한국인, 일본인, 중국인, 프랑스의 터키인과 북아프리카인이 포함된다. 영국의 피시 앤 칩스 산업은 유대인 기업가들이 시작했으며, 조지프 말린은 1860년대 런던에 첫 피시 앤 칩스 가게를 열었고, 새뮤얼 아이작스는 1896년 첫 앉아서 먹는 피시 레스토랑을 열어 22개의 체인점으로 확장했다. 1882년 유대인 형제 랄프와 앨버트 슬래진저(Albert Slazenger)는 세계에서 가장 오래된 스포츠 브랜드 중 하나인 슬래진저를 설립했으며, 1902년부터 윔블던에 테니스공을 공급하는 가장 오랜 스포츠 후원 기록을 보유하고 있다.
2010년대에는 마이애미의 쿠바계 사업주, 미국의 인도계 모텔 소유주, 미국 전역 차이나타운의 중국계 사업주 사례에서 민족적 기업가 정신이 연구되었다. 기업가 정신이 이들 집단에게 경제적 발전을 위한 많은 기회를 제공하지만, 미국의 자영업 및 사업 소유는 인종/민족적 배경에 따라 여전히 고르지 않게 분포되어 있다. 아시아계 기업가들의 수많은 성공 사례에도 불구하고, 최근 미국 인구조사 데이터에 대한 통계 분석에 따르면 백인들이 아시아계, 아프리카계 미국인, 라틴계보다 고위험, 고수익 산업에서 자영업을 할 가능성이 더 높다.

### 종교적
종교적 기업가 정신은 종교적 목적을 추구하기 위해 기업가 정신을 활용하는 것과 종교가 기업가적 추구에 미치는 영향을 모두 의미한다. 종교는 사회에서 핵심적인 주제이지만, 기업가 정신 연구에서는 대체로 간과되고 있다. 종교의 포함은 기업가 정신을 변화시킬 수 있으며, 이익 외의 기회와 기업가 정신의 실천, 과정 및 목적에 초점을 맞출 수 있다. Gümüsay는 종교적 기업가 정신을 설명하기 위해 세 가지 축 모델을 제안한다. 이 축은 가치, 가치관, 그리고 형이상학을 추구하는 기업가적, 사회경제적/윤리적, 그리고 종교-영적이다.

### 여성주의적
여성주의자 기업가는 여성주의적 가치와 접근 방식을 기업가 정신에 적용하여 소녀와 여성의 삶의 질과 복지를 향상시키는 것을 목표로 하는 개인이다. 많은 사람들이 "여성을 위한, 여성에 의한" 기업을 창출함으로써 그렇게 하고 있다. 여성주의자 기업가들은 협력, 평등, 상호 존중의 윤리에 기반하여 부와 사회 변화를 창출하려는 욕구로 상업 시장에 진입하려는 동기를 부여받는다. 이러한 노력은 권한 부여와 해방 모두의 효과를 가질 수 있다.

### 제도적
미국 태생 영국 경제학자 에디스 펜로즈는 기업가 정신의 집단적 성격을 강조했다. 그녀는 현대 조직에서 인간 자원이 사업 기회를 더 잘 포착하고 창출하기 위해 결합되어야 한다고 언급한다. 사회학자 폴 디마지오(1988:14)는 이 견해를 확장하여 "충분한 자원을 가진 조직화된 행위자[제도적 기업가]가 자신들이 높이 평가하는 이익을 실현할 기회를 발견할 때 새로운 제도가 발생한다"고 말했다. 이 개념은 널리 적용되어 왔다.

### 밀레니얼
"밀레니얼 기업가"라는 용어는 대략 1981년부터 1996년 사이에 태어난 사람들인 밀레니얼 세대(또는 Z세대)와 관련된 사업주를 지칭한다. 베이비붐 세대와 초기 X세대의 자녀인 이 세대는 디지털 기술과 대중 매체를 사용하며 자랐다. 밀레니얼 사업주들은 새로운 기술과 새로운 사업 모형에 대한 지식을 잘 갖추고 있으며, 사업 적용에 대한 이해도가 높다. 마크 저커버그와 같이 페이스북을 만든 밀레니얼 기업가들로부터 많은 획기적인 사업이 나왔다. 그러나 밀레니얼 세대는 이전 세대보다 기업가 정신에 참여할 가능성이 낮다. 기업가 진입 장벽 중 일부는 경제, 학비 부채, 규제 준수의 어려움이다.

### 태동기
태동기 기업가는 사업 벤처를 설립하는 과정에 있는 사람을 말한다. 이러한 관찰에서 태동기 기업가는 사업 기회, 즉 새로운 서비스나 제품을 도입하거나, 새로운 시장에 진출하거나, 더 효율적인 생산 방법을 수익성 있게 개발할 가능성을 추구하는 것으로 볼 수 있다. 그러나 그러한 벤처가 실제로 설립되기 전에는 그 기회는 단지 벤처 아이디어일 뿐이다. 다시 말해, 추구되는 기회는 지각적 성격을 띠며, 태동기 기업가가 달성하고자 하는 벤처 결과의 실현 가능성에 대한 개인적인 믿음에 의해 지지된다. 그 예견성과 가치는 사라스 사라스바시의 이펙츄에이션 이론에 설명된 것처럼, 태동기 기업가가 벤처 설립을 위해 취하는 행동의 맥락에서만 점진적으로 확인될 수 있다. 궁극적으로 이러한 행동은 태동기 기업가가 더 이상 매력적이지 않거나 실현 가능하지 않다고 판단하는 길로 이어지거나, (실현 가능한) 사업의 출현으로 이어질 수 있다. 이러한 의미에서 시간이 지남에 따라 태동기 벤처는 중단되거나 운영 법인으로 성공적으로 부상할 수 있다.
초기, 연쇄, 포트폴리오 기업가 간의 구별은 행동 기반 분류의 예시이다. 다른 예시로는 시작 이벤트 시퀀스에 대한 연구가 있다. 신규 벤처 출현과 관련된 일련의 활동을 강조하는 태동기 기업가 정신,는 기회 활용의 단일 행위보다 더 중요하다. 이러한 연구는 기업가적 행동을 기본 하위 활동으로 분리하고 활동 간, 활동(또는 활동 시퀀스)과 기회 믿음을 형성하려는 개인의 동기 간, 활동(또는 활동 시퀀스)과 기회 믿음을 형성하는 데 필요한 지식 간의 상호 관계를 명확히 하는 데 도움이 될 것이다. 이러한 연구를 통해 학자들은 기업가적 행동의 미시적 기반 이론을 구축하기 시작할 수 있을 것이다.
태동기 기업가 정신에 관심 있는 학자들은 기회 활용의 단일 행위에 덜 집중하고 새로운 벤처 출현의 일련의 행동에 더 집중하는 경향이 있다. 실제로 태동기 기업가들은 자신과 다른 사람들에게 사업을 더 구체적으로 만드는 행동을 포함하여 수많은 기업가적 활동을 수행한다. 예를 들어, 태동기 기업가들은 종종 시설과 장비를 찾고 구매하고, 재정 지원을 찾고 얻으며, 법인을 설립하고, 팀을 조직하고, 자신의 시간과 에너지를 모두 사업에 바친다.

### 프로젝트 기반
프로젝트 기업가는 일시적인 조직의 반복적인 조립 또는 창조에 참여하는 개인이다. 이들은 수명이 제한적이며 단일 목표 또는 목적을 달성하는 데 전념하고 프로젝트가 끝나면 빠르게 해체되는 조직이다. 프로젝트 기반 기업이 널리 퍼져 있는 산업은 다음과 같다: 음반 녹음, 영화 제작, 소프트웨어 개발, 텔레비전 제작, 뉴 미디어 및 건설. 프로젝트 기업가를 이론적인 관점에서 독특하게 만드는 것은 그들이 이러한 임시 벤처를 "재구성"하고 새롭게 발생하는 프로젝트 기회의 요구 사항에 맞게 수정해야 한다는 점이다. 한 프로젝트에 특정 접근 방식과 팀을 사용했던 프로젝트 기업가는 다음 프로젝트를 위해 사업 모형이나 팀을 수정해야 할 수도 있다.
프로젝트 기업가들은 기업가적 과정의 전형적인 문제와 과제에 반복적으로 노출된다. 실제로 프로젝트 기반 기업가들은 새로운 벤처 창출을 특징짓는 두 가지 중요한 과제에 직면한다. 바로 프로젝트 벤처를 시작할 적절한 기회를 찾고 그 기회를 활용할 가장 적합한 팀을 구성하는 것이다. 첫 번째 과제를 해결하려면 프로젝트 기업가들이 새로운 투자 기회를 포착하는 데 필요한 광범위한 정보에 접근해야 한다. 두 번째 과제를 해결하려면 프로젝트의 특정 과제에 잘 맞고 성능에 부정적인 영향을 미칠 위험을 줄이기 위해 거의 즉시 기능해야 하는 협력적인 팀을 구성해야 한다. 또 다른 유형의 프로젝트 기업가 정신은 기업가들이 비즈니스 학생들과 협력하여 자신들의 아이디어에 대한 분석 작업을 수행하는 것을 포함한다.

### 사회적

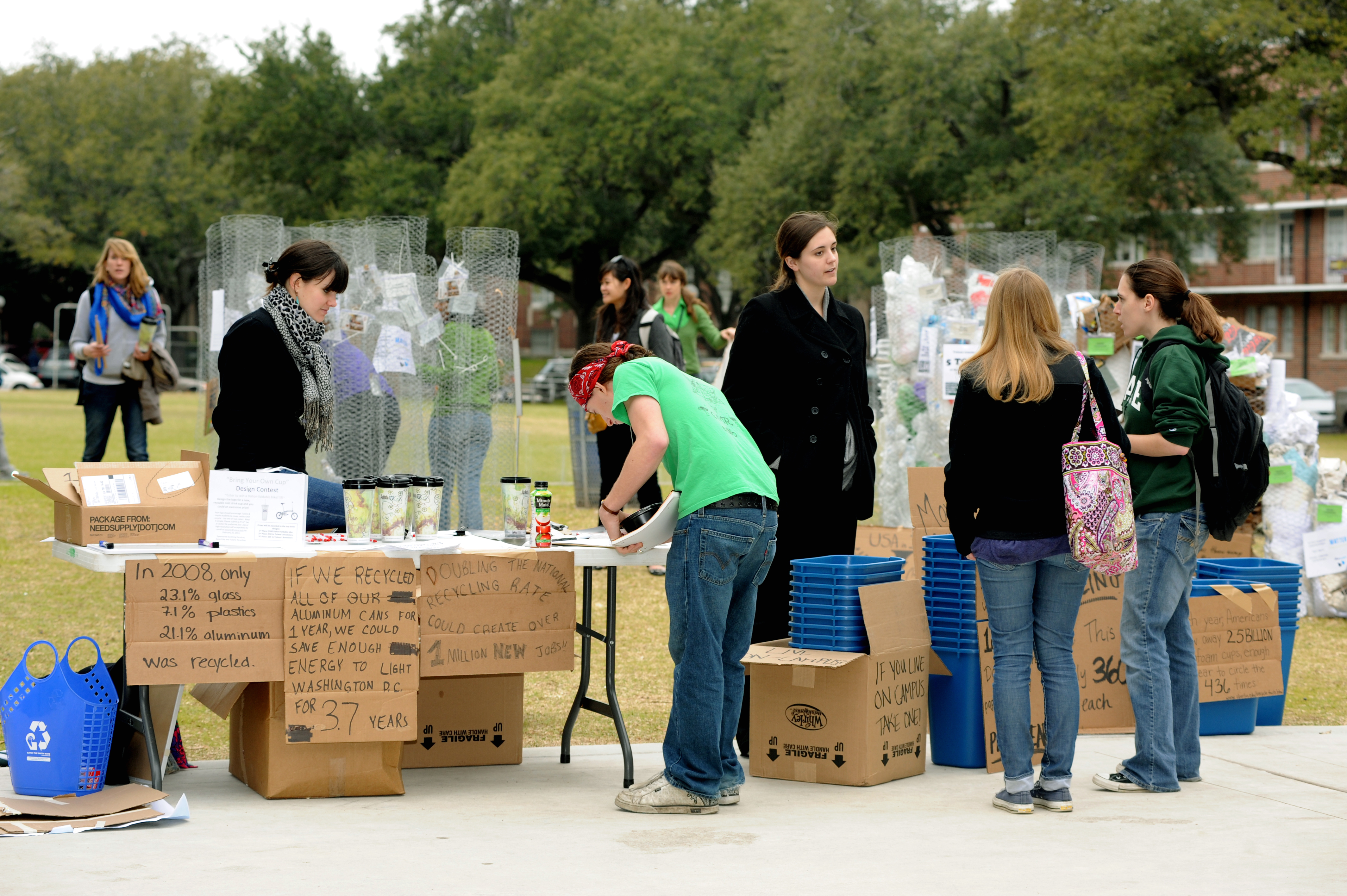
뉴컴 칼리지 연구소의 그린 클럽 학생 조직원들이 2010년 사회적 기업가 정신 조직을 설립했다.

사회적 기업가 정신은 스타트업 및 기타 기업가들이 사업 기술을 사용하여 사회, 문화 또는 환경 문제에 대한 해결책을 개발, 자금 조달 및 구현하는 것이다. 이 개념은 다양한 규모, 목표 및 신념을 가진 다양한 조직에 적용될 수 있다. 영리 기업가들은 일반적으로 이익, 수익 및 예상 미래 배당금 증가와 같은 사업 지표를 사용하여 성과를 측정하지만, 사회적 기업가들은 비영리이거나 영리 목표와 사회에 긍정적인 "수익" 창출을 혼합하므로 다른 지표를 사용해야 한다. 사회적 기업가 정신은 일반적으로 빈곤 완화, 건강 관리 및 공동체 개발과 같은 분야에서 종종 제3부문과 관련된 광범위한 사회적, 문화적, 환경적 목표를 추진하려고 노력한다. 때로는 사회적 기업이 조직의 사회적 또는 문화적 목표를 지원하기 위해 설립될 수 있지만, 그 자체로 목적은 아니다. 예를 들어, 노숙자에게 주거와 고용을 제공하는 것을 목표로 하는 조직은 돈을 벌고 노숙자에게 고용을 제공하기 위해 레스토랑을 운영할 수 있다.

### 생물권
생물권 기업가 정신은 "생물권과 생태계 서비스에 가치를 창출하는 기업가적 활동"을 의미한다. 이는 비즈니스 스쿨이 환경 주제를 교육 과정에 더 적극적으로 통합하려는 더 큰 추세의 일부이다.

## 기업가적 행동

### 불확실성 인식 및 위험 감수
이론가 프랭크 나이트와 피터 드러커는 기업가 정신을 위험 감수 측면에서 정의했다. 기업가는 자신의 경력과 재정적 안정을 아이디어의 이름으로 걸고, 불확실한 벤처에 시간과 자본을 투자하며 위험을 감수할 의지가 있다. 그러나 기업가들은 다른 사람들이 느끼는 만큼 불확실성 수준이 높지 않다고 인식하기 때문에 엄청난 양의 위험을 감수했다고 생각하지 않는 경우가 많다. 나이트는 세 가지 유형의 불확실성을 분류했다:
- 위험: 통계적으로 측정 가능한 것 (예: 다섯 개의 빨간 공과 다섯 개의 흰 공이 담긴 항아리에서 빨간 공을 뽑을 확률)
- 모호성: 통계적으로 측정하기 어려운 것 (예: 다섯 개의 빨간 공이 담겨 있지만 흰 공의 수가 알려지지 않은 항아리에서 빨간 공을 뽑을 확률)
- 진정한 불확실성 또는 나이트의 불확실성: 통계적으로 추정하거나 예측할 수 없는 것 (예: 내용물, 즉 유색 공의 수가 전혀 알려지지 않은 항아리에서 빨간 공을 뽑을 확률)

기업가 정신은 특히 기존 제품이나 서비스에 점진적인 개선을 가하는 대신 이전에 존재하지 않았던 시장을 위해 새로운 재화나 서비스를 창출하는 경우에 진정한 불확실성과 관련이 있다. 2014년 ETH 취리히에서 수행된 연구에 따르면, 일반적인 관리자와 비교하여 기업가는 더 높은 의사결정 효율성과 탐색적 선택과 이전에 관련되었던 전두극 피질(FPC) 영역의 더 강한 활성화를 보였다.

### 개인/기회 연계 설계
쉐인과 벤카타라만(Shane and Venkataraman)에 따르면 기업가 정신은 "기업가적 개인"과 "기업가적 기회"를 모두 포함하므로, 연구자들은 다른 사람들이 인식하지 못하는 기회를 식별하는 개인의 본질, 기회 자체, 그리고 개인과 기회 간의 연계를 연구해야 한다. 반면에 레이놀즈 등은 개인들이 주로 필요성이나 기회에 의해 동기 부여되어 기업가적 노력에 참여한다고 주장한다. 즉, 개인들은 주로 생존의 필요성 때문에, 또는 자신의 성취 욕구를 충족시키는 사업 기회를 식별하기 때문에 기업가 정신을 추구한다는 것이다. 예를 들어, 높은 경제적 불평등은 개인 수준에서 필요성 기반 기업가 정신 비율을 증가시키는 경향이 있다.

### 기회 인식 및 편향
한 연구에 따르면 성격에 영향을 미치는 특정 유전자가 자영업자의 소득에 영향을 미칠 수 있다고 한다. 어떤 사람들은 새로운 제품이나 서비스에 대한 여론과 시장 수요를 측정하는 "타고난 능력" 또는 준 통계적 감각을 사용할 수 있다. 기업가들은 충족되지 않은 시장 요구와 서비스가 부족한 시장을 볼 수 있는 능력을 가지고 있는 경향이 있다. 일부 기업가들은 다른 사람들의 생각을 감지하고 파악할 수 있다고 생각하지만, 대중 매체는 견해와 수요를 형성하는 데 중요한 역할을 한다. 람글루는 기업가들이 그렇게 특별하지 않으며, "기업가가 아닌 사람들"에 대한 개념화가 부족하여 "기업가"를 예외적인 혁신가나 리더로 칭찬하는 묘사가 유지된다고 주장한다. 기업가들은 종종 과신하고, 사업을 시작하거나 확장하거나 신제품/서비스를 출시할 때 통제 환상을 보이는 경향이 있다.

### 스타일
기업가적 조직의 차이는 종종 창업자의 이질성 정체성을 부분적으로 반영한다. 포차트(Fauchart)와 그루버(Gruber)는 기업가를 세 가지 주요 유형으로 분류했다: 다윈주의자, 공동체주의자, 그리고 선교사. 이러한 유형의 기업가들은 자신에 대한 관점, 사회적 동기, 새로운 기업 창출 패턴에서 근본적으로 다르다.

### 의사소통
기업가는 벤처를 시작하고 성장시키며 생존 가능하게 하기 위해 기업 내부 및 외부 파트너 및 투자자와 효과적인 의사소통을 실천해야 한다. 기업가는 자신의 기업 직원들을 연결하고 외부 기업 및 고객과 연결하는 의사소통 시스템이 필요하다. 기업가는 카리스마적 리더여야 하므로, 자신의 비전을 팀에게 효과적으로 전달하고 팀 빌딩을 돕고 강력한 팀을 만들 수 있다. 추종자들에게 비전을 전달하는 것은 변혁적 리더의 가장 중요한 행위일 수 있다. 설득력 있는 비전은 직원들에게 목적 의식을 제공하고 헌신을 장려한다. 바움(Baum) 등과 쿠제스 및 포스너(Kouzes and Posner)에 따르면, 비전은 서면 진술과 대면 의사소통을 통해 전달되어야 한다. 기업가 리더는 자신의 비전을 다른 사람들에게 명확히 전달하기 위해 말하고 들어야 한다.
의사소통은 잠재적 투자자, 파트너 및 직원들에게 벤처의 실현 가능성에 대해 설득할 수 있게 해주기 때문에 기업가 정신에서 매우 중요하다. 기업가들은 주주들에게 효과적으로 의사소통해야 한다. 목소리의 톤, 발신자의 눈빛, 신체 언어, 손짓, 감정 상태 등 언어 외적인 요소도 중요한 의사소통 도구이다. 의사소통 적응 이론은 의사소통 과정에서 사람들이 다른 사람들에게 맞추기 위해 말하는 방식을 조절하려고 시도한다고 가정한다. 얼굴 협상 이론은 다른 문화권의 사람들이 "체면"을 유지하기 위해 갈등 협상을 어떻게 관리하는지 설명한다. 휴 랭크(Hugh Rank)의 "강화 및 축소" 의사소통 모델은 새로운 제품이나 서비스를 개발하는 기업가들이 사용할 수 있다. 랭크는 기업가들이 자신의 벤처를 지지하도록 다른 사람들을 설득하기 위해 신제품이나 서비스의 장점을 강화하고 단점을 축소할 수 있어야 한다고 주장한다.

#### 해상강도와의 연관성
2014년 연구에서는 기업가 정신과 역사적 해상 해상강도 사이의 연관성을 발견했다. 이러한 맥락에서, 해적의 역사를 기업가 정신 교육을 위한 영감의 원천으로 삼는 비도덕적인 접근 방식과 기업가 정신에 대한 연구 및 사업 모형 생성에 대한 주장이 제기되었다.

## 심리적 구성
캘리포니아 대학교 버클리의 경제학자 로스 레빈(Ross Levine)과 런던 정치경제대학교의 요나 루빈스타인(Yona Rubinstein) 교수는 기업가가 불균형적으로 백인, 남성, 부유하고 고학력 배경을 가지고 있으며, 십대와 젊은 성인기에 "공격적이고 불법적인 위험 감수 활동"에 빠지기 쉽다는 연구 결과를 발표했다. 기업가들은 또한 적성 시험에서 평균 이상의 성적을 보였다. 이러한 남성적 이미지는 남성 기업가가 언론에 어떻게 묘사되는지를 연구할 때도 발견된다. 눈에 보이지 않는 가족의 지지는 언론에서 남성 기업가로 묘사될 때 성공 요인 중 하나이다. 미국 인구조사국과 MIT 교수 두 명이 2007년에서 2014년 사이에 최소 한 명 이상의 직원을 고용한 270만 명의 회사 설립자 목록을 작성한 연구에 따르면, 성공적인 스타트업 설립자의 평균 연령은 회사를 설립할 당시 45세였다. 그들은 기업가적 성공의 가능성이 나이가 들수록 증가한다는 것을 일관되게 발견했다.
스탠퍼드 대학교 경제학자 에드워드 레이저는 2005년 연구에서 교육과 업무 경험의 다양성이 기업가를 비기업가와 구별하는 가장 중요한 특성이라고 밝혔다. 취리히 대학교의 우시 바케스-젤너(Uschi Backes-Gellner)와 지겐 대학교의 페트라 무그(Petra Moog)가 2013년에 수행한 연구에서는 다양한 사회적 네트워크 또한 기업가가 될 학생들의 중요한 특성임을 발견했다.
연구에 따르면 남성 및 여성 기업가의 심리적 성향은 다르기보다 유사하다고 한다. 실증적 연구에 따르면 여성 기업가는 강력한 협상 능력과 합의 형성 능력을 가지고 있다. 스웨덴의 실증적 증거를 살펴본 오사 한손(Åsa Hansson)은 여성의 경우 나이가 들수록 자영업자가 될 확률이 감소하지만, 남성의 경우 나이가 들수록 증가한다는 것을 발견했다. 그녀는 또한 결혼이 기업가가 될 확률을 증가시킨다는 것을 발견했다.
예스퍼 쇠렌센(Jesper Sørensen)은 2010년에 기업가가 되려는 결정에 중요한 영향을 미치는 요인으로 직장 동료와 사회적 구성을 꼽았다. 쇠렌센은 이전 기업가들과 함께 일한 사람들과 그렇지 않은 사람들 사이에서 기업가가 되는 빈도 간에 상관관계가 있음을 발견했다. 사회적 구성은 "저 사람이 할 수 있다면 나도 할 수 있지 않을까?"라는 태도를 자극하며 동료들의 기업가 정신에 영향을 미칠 수 있다. 쇠렌센이 말했듯이, "혼자서 시작한 다른 사람들을 만나면, 그렇게 미친 짓 같지는 않아 보인다."
기업가들은 또한 과거 경험에 의해 기업가 정신으로 이끌릴 수 있다. 과거에 여러 차례의 업무 중단이나 실업을 겪었다면 기업가가 될 확률이 증가한다. 캐텔의 성격 틀에 따르면, 성격 특성과 태도 모두 심리학자들에 의해 철저히 조사된다. 그러나 기업가 정신 연구의 경우 이러한 개념은 학자들에 의해서도 사용되지만, 모호하게 사용된다. 캐텔은 성격은 환경과 관련된 시스템이며, 시스템은 특성과 태도 모두에 의해 수행되는 복잡한 거래에 대한 설명을 찾는다고 덧붙인다. 이는 둘 다 사람에게 변화와 성장을 가져오기 때문이다. 성격은 주어진 상황에 직면했을 때 개인이 무엇을 할 것인지 알려주는 것이다. 개인의 반응은 그의 성격과 직면한 상황에 의해 촉발된다.
혁신적인 기업가들은 심리학자 미하이 칙센트미하이가 "몰입"이라고 부르는 것을 경험할 가능성이 더 높다. "몰입"은 개인이 과정이나 활동에 완전히 몰입하여 외부 세계를 잊을 때 발생한다. 칙센트미하이는 획기적인 혁신은 그러한 상태에 있는 개인에 의해 발생하는 경향이 있다고 제안했다. 다른 연구에서는 강력한 내적 동기가 획기적인 혁신에 필수적인 요소라고 결론지었다. 몰입은 마리아 몬테소리의 정상화 개념과 비교될 수 있는데, 이는 아이들이 기쁘고 오랜 시간 동안 강렬한 집중력을 발휘하는 능력을 포함하는 상태이다. 칙센트미하이는 몬테소리의 준비된 환경이 아이들에게 몰입을 경험할 기회를 제공한다고 인정했다. 따라서 초기 교육의 질과 유형은 기업가적 역량에 영향을 미칠 수 있다.
석유 플랫폼, 투자은행, 외과 수술, 항공기 조종, 원자력 발전소와 같은 고위험 환경에 대한 연구는 불신과 실패 회피를 연관시켰다. 비정규적인 전략이 필요할 때는 불신하는 사람들이 더 잘 수행하는 반면, 정규적인 전략이 필요할 때는 신뢰하는 사람들이 더 잘 수행한다. 구드문드손(Gudmundsson)과 레흐너(Lechner)는 이 연구를 기업가 기업으로 확장했다. 그들은 기업가 기업에서 실패의 위협이 항상 존재하며, 고위험 환경에서 비정규적인 상황과 유사하다고 주장했다. 그들은 불신하는 기업가의 기업이 낙관적이거나 과신하는 기업가의 기업보다 생존할 가능성이 더 높다는 것을 발견했다. 그 이유는 불신하는 기업가들이 현명한 과제 선택과 더 많은 분석을 통해 실패 회피를 강조했기 때문이었다. 케츠 드 브리스(Kets de Vries)는 불신하는 기업가들이 외부 환경에 대해 더 경계한다고 지적했다. 그는 불신하는 기업가들이 부정적인 사건을 과소평가할 가능성이 적고 통제 메커니즘에 참여할 가능성이 더 높다고 결론지었다. 유사하게, 구드문드손과 레흐너는 불신이 더 높은 예방 조치로 이어지므로 기업가 기업의 생존 가능성을 높인다는 것을 발견했다.
최근 수십 년 동안 연구자들은 기업가를 특징짓는 사회적, 심리적 특성들을 조사해 왔으며, 이는 미래에 기업가가 될 가능성이 있는 사람들을 식별하는 데 잠재적으로 도움이 될 수 있다. 기업가적 성격은 높은 자기효능감, 자율성, 혁신성, 내적 통제 위치, 성취 동기, 낙관주의, 스트레스 내성과 관련이 있다. 2022년에 발표된 연구에 따르면 기업가적 성향은 특성 피해 의식(자신을 피해자로 보는 지속적인 경향)과 음의 상관관계를 가지며, 자기 효능감이 낮은 사람들 사이에서는 낮은 특성 피해 의식이 더 많은 행동적 기업가 정신(최소 한 개의 사업 이니셔티브를 설립하는 것)을 예측했다.
연구원 스쿤(Schoon)과 덕워스(Duckworth)는 2012년에 어린 나이에 기업가가 될 가능성이 있는 사람들을 식별하는 데 도움이 될 수 있는 연구를 완료했다. 그들은 어린 기업가를 식별하는 가장 좋은 방법은 가족 및 사회적 지위, 부모의 역할 모델링, 10세 때의 기업가적 역량, 10세 때의 학업 성취도, 일반화된 자기효능감, 사회적 기술, 기업가적 의도, 그리고 실업 경험이라고 결정했다.

### 전략적 기업가 정신
일부 학자들은 "전략적 기업가 정신"이라는 더 구체적인 하위 범주에 대한 운영적 정의를 구축했다. 경영전략론 원칙과 밀접하게 연결된 이 형태의 기업가 정신은 "성장, 고객을 위한 가치 창출, 그리고 이어서 소유주를 위한 부의 창출에 관심을 기울인다." 2011년 아카데미 오브 매니지먼트(Academy of Management)에 실린 기사에서는 전략적 기업가 정신에 대한 3단계 "입력-과정-산출" 모델을 제시했다. 이 모델의 3단계는 다양한 자원의 수집, 필요한 방식으로 자원을 조율하는 과정, 그리고 이어서 경쟁 우위, 고객 가치, 부 및 기타 이점의 창출을 포함한다. 전략적 관리/전략적 리더십 기술의 적절한 사용과 위험 부담 기업가적 사고의 구현을 통해 전략적 기업가는 자원을 조정하여 가치와 부를 창출할 수 있다.

### 리더십
기업가 정신에서의 리더십은 "한 사람이 공통의 과업을 달성하는 데 다른 사람들의 도움과 지지를 얻을 수 있는 사회적 영향력 과정"을 통해 "혁신을 경제적 재화로 변환하려는 노력으로 혁신, 재정, 사업적 통찰력을 수행하는 사람"으로 정의할 수 있다.
이것은 사업을 관리하거나 시작하는 기업가 정신의 행위뿐만 아니라 이러한 사회적 과정 또는 리더십 기술을 통해 어떻게 그렇게 하는지를 의미한다. (기업가 정신 자체는 "개인, 팀 또는 조직이 현재 통제하는 자원에 즉시 제약받지 않고 기업가적 기회를 식별하고 추구하는 과정"으로 다소 순환적으로 정의될 수 있다.) 기업가는 일반적으로 불확실한 시기에 잠재적 기회를 찾아내는 마인드셋을 가지고 있다.
전 세계 시장이 성장하고 모든 산업에서 기술 사용이 증가함에 따라 기업가 정신의 핵심과 의사결정은 고립된 사건이 아닌 지속적인 과정이 되었다. 이는 조직이 "과거 경험을 바탕으로 지식을 교환하고 창출하는 새로운 메커니즘을 구축"하기 위해 "지적 자산을 식별하고 활용하는" 지식 경영으로 이어진다. 이 신념은 리더의 과거 경험이 유용할 수 있다는 점을 활용한다. 과거의 실수로부터 배우는 것이 흔한 격언이므로, 리더는 자신의 실패를 이점으로 활용해야 한다. 이것이 리더가 자신의 경험을 기업가 정신 의사결정의 핵심으로 활용하는 방법이다.

### 글로벌 리더십
이러한 주제에 대한 대부분의 학술 연구는 북미에서 이루어졌다. "리더십"과 "기업가 정신"과 같은 단어는 다른 문화와 언어로 항상 잘 번역되지 않는다. 예를 들어, 북미에서는 리더를 카리스마적이라고 생각하는 경우가 많지만, 독일 문화는 나치 지도자 아돌프 히틀러(1889~1945)의 카리스마 때문에 그러한 카리스마를 좋지 않게 본다. 다른 문화권에서는, 일부 유럽 국가와 같이, 프랑스처럼 "리더"라는 용어를 부정적으로 본다.틀:Qn
미국에서 널리 퍼진 참여적 리더십 스타일은 권력 거리의 차이로 인해 세계 여러 다른 지역에서는 무례하게 여겨진다. 많은 아시아 및 중동 국가에서는 부하직원을 위한 "개방 정책"이 없으며, 부하직원들은 비공식적으로 관리자/상사에게 접근하지 않는다. 그러한 국가에서는 권위주의적 경영 및 리더십 접근 방식이 더 일반적이다.
문화적 차이에도 불구하고, 기업가의 성공과 실패는 리더가 현지 상황에 어떻게 적응하는지에 달려 있다. 점점 더 세계화되는 비즈니스 환경에서 성공적인 리더는 다른 문화에 적응하고 통찰력을 가질 수 있어야 한다. 환경에 대응하기 위해 기업 비전은 초국가적인 성격을 띠게 되어 조직이 다른 문화에서 운영하거나 서비스/재화를 제공할 수 있도록 한다.

## 기업가 정신 교육 및 훈련
미켈라치(Michelacci)와 시바르디(Schivardi)는 기업가의 수입과 교육 수준 간의 관계를 파악하고 비교하여 성공률과 수준을 결정할 수 있다고 믿는 연구자들이다. 그들의 연구는 두 가지 교육 수준, 즉 학사 학위와 대학원 학위에 초점을 맞췄다. 미켈라치와 시바르디는 성공적인 기업가를 위한 구체적인 특성이나 특징을 명시적으로 결정하지는 않지만, 교육과 성공 사이에 직접적인 관계가 있다고 믿으며, 대학 지식이 노동력 향상에 기여한다고 지적한다.
미켈라치와 시바르디는 학사 학위를 가진 자영업자의 수가 증가했다고 말한다. 그러나 그들의 연구 결과는 대학원 학위를 가진 자영업자의 수는 시간이 지나도 약 33%로 일관되게 유지되었음을 보여준다. 그들은 스티브 잡스와 마크 저커버그와 같이 대학 중퇴자인 유명 기업가들을 간략하게 언급하지만, 많은 기업가들이 정식 교육을 시간 소모로 인해 비싸다고 생각하기 때문에 이러한 사례를 예외적인 것으로 간주하지 않는다. 미켈라치와 시바르디는 개인이 완전한 성공을 이루기 위해서는 고등학교를 넘어선 교육을 받아야 한다고 믿는다. 그들의 연구는 교육 수준이 높을수록 성공이 더 크다는 것을 보여준다. 그 이유는 대학이 사람들에게 사업 내에서 사용될 수 있고 단순히 "운영"하는 사람보다 더 높은 수준에서 운영할 수 있는 추가적인 기술을 제공하기 때문이다.

## 자원 및 자금 조달

### 기업가적 자원
기업가적 자원은 경제적 가치 창출 능력을 가진 회사 소유의 자산이다. 경제적 가치 창출은 유형 및 무형의 원천 모두 기업가적 자원으로 간주된다. 그들의 경제적 가치는 기업가에 의한 동원을 통해 활동이나 서비스를 생성하는 것이다. 기업가적 자원은 유형 자원과 무형 자원의 두 가지 기본 범주로 나눌 수 있다.
유형 자원은 장비, 건물, 가구, 토지, 차량, 기계, 재고, 현금, 채권 및 재고와 같이 물리적 형태를 가지며 정량화할 수 있는 물질적 자원이다. 반대로, 무형 자원은 무형적이거나 식별 및 평가하기 더 어렵고, 특정 분야의 기술 및 경험을 포함하는 인적자원, 회사의 조직 구조, 브랜드 이름, 명성, 판촉 및 재정 지원에 기여하는 기업가적 네트워크, 노하우, 저작권, 상표 및 특허를 포함하는 지적 재산과 같이 더 많은 가치 창출 능력을 가지고 있다.

### 부트스트래핑

#### 맥락적 배경
적어도 초기에는 기업가들이 외부 투자자들을 처음부터 찾기보다는 스스로 "부트스트랩 파이낸싱"을 하는 경우가 많다. 일부 기업가들이 "부트스트랩"을 선호하는 이유 중 하나는 주식 투자를 얻기 위해 기업가가 투자자들에게 소유 지분을 제공해야 하기 때문이다. 나중에 스타트업이 성공하면 이러한 초기 주식 투자 계약은 투자자들에게 큰 이익을 가져다줄 수 있지만 기업가에게는 막대한 손실을 초래할 수 있다. 투자자들이 회사에 상당한 지분을 가지고 있다면, 그들은 회사 전략, 최고 경영자(CEO) 선택 및 기타 중요한 결정에 영향력을 행사할 수 있다. 이는 투자자와 창업자가 회사의 장기 목표에 대해 다른 인센티브를 가질 수 있기 때문에 종종 문제가 된다. 투자자는 일반적으로 수익성 있는 엑시트를 목표로 하므로 회사의 고평가 매각 또는 상장을 통해 주식을 매각하는 것을 선호한다. 반면에 기업가는 자선적 의도를 주된 동기로 가질 수 있다. 이러한 소프트한 가치들은 상장 기업이 소유주로부터 종종 경험하는 연간 및 분기별 이익에 대한 단기적인 압박과 잘 맞지 않을 수 있다.

#### 일반적인 정의
부트스트래핑에 대한 한 가지 합의된 정의는 "은행과 투자자로부터 필요한 외부 부채 및 지분 금융의 양을 최소화하는 데 사용되는 방법들의 집합"으로 본다.

#### 관련 방법론
부트스트래핑 방법에는 다음이 포함된다.
- 소유주 금융, 저축, 개인 대출 및 신용카드 빚 포함
- 매출채권을 최소화하는 운용 자금 관리
- 공동 사용, 예를 들어 간접비 절감을 위한 코워킹 또는 독립 계약자 사용
- 지급 연기 또는 장비 구매 대신 임대를 통한 매입채무 증가
- 재고 최소화와 같은 린 생산 전략 및 제품 개발 비용 절감을 위한 린스타트업
- 정부 보조금

### 추가 자금 조달
많은 회사들은 소유주들만으로 제공할 수 있는 것보다 더 많은 자본을 필요로 한다. 이 경우 다양한 프라이빗에쿼티와 공공 주식, 채무, 보조금을 포함한 다양한 선택지가 있다. 사모펀드 옵션은 다음과 같다:
- 스타트업 엑셀러레이터
- 엔젤 투자자
- 벤처 캐피털 투자자
- 지분형 크라우드펀딩
- 헤지펀드

기업가가 이용할 수 있는 채무 옵션은 다음과 같다:
- 은행, 전문 금융 회사(신용카드 회사 등) 및 경제발전 조직으로부터의 대출
- 은행 및 전문 금융 회사로부터의 마이너스 통장
- 마이크로크레딧 또는 소액 대출
- 상인 현금 선지급
- 매출 기반 금융

기업가가 이용할 수 있는 보조금 옵션은 다음과 같다:
- 지분 없는 엑셀러레이터
- 대학 기업가 및 기타를 위한 사업계획/사업 발표 대회
- 미국 정부의 소기업 혁신 연구 보조금

### 세금의 영향
기업가들은 유동성 제약에 직면하고 종종 자신의 벤처에 자금을 조달하기 위해 많은 양의 돈을 빌리는 데 필요한 신용이 부족하다. 이 때문에 세금이 기업가들에게 미치는 영향에 대한 많은 연구가 진행되었다. 연구는 두 가지 진영으로 나뉜다: 첫 번째 진영은 세금이 기업가 정신에 도움이 된다고 보고, 두 번째 진영은 세금이 기업가 정신을 해친다고 주장한다.
세자르 아사 메(Cesaire Assah Meh)는 법인세가 이중 과세를 피하기 위해 기업가가 될 유인을 창출한다고 밝혔다. 도널드 브루스(Donald Bruce)와 존 데스킨스(John Deskins)는 높은 법인세율이 한 주의 기업가 비율을 감소시킬 수 있다는 문헌을 발견했다. 그들은 또한 상속세나 유산세가 있는 주에서는 세금 기반 측정 시 기업가 정신 비율이 낮은 경향이 있다는 것을 발견했다. 그러나 다른 연구에서는 누진세율이 적용되는 개인 소득세가 높은 주에서 자영업자의 비율이 더 높다는 것을 발견했다. 궁극적으로 많은 연구에서 세금이 기업가가 될 확률에 미치는 영향이 작다는 것을 발견했다. 도널드 브루스와 모하메드 모신은 최고세율이 50%포인트 하락해야 기업가 활동이 1% 변화할 것이라고 밝혔다.

## 성공의 예측 변수

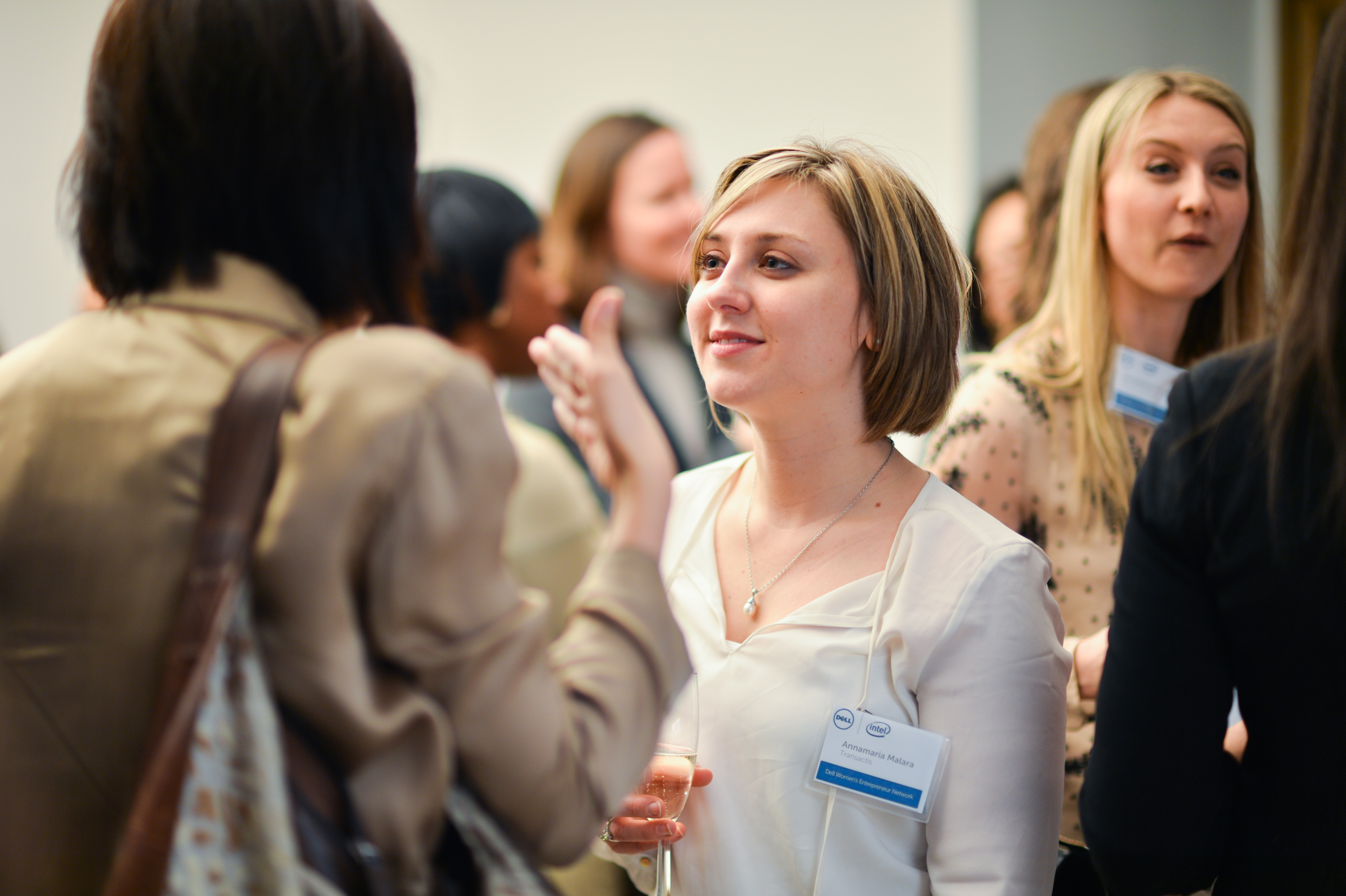
델 여성 기업가 네트워크 행사(뉴욕시)

기업가적 성공을 예측할 수 있는 요인은 다음과 같다.
방법
- 성장 및 생존 전략을 포함하여 기업을 위한 전략 수립
- 인적자원 유지 (유능한 직원 및 임원 채용 및 유지)
- 필요한 재료 가용성 확보 (예: 제조에 사용되는 원자재, 컴퓨터 칩 등)
- 기업이 하나 이상의 고유한 경쟁 우위를 확보하도록 보장
- 좋은 조직 설계, 건전한 거버넌스 및 조직 조정 보장
- 사회 문화와의 일관성[183]

시장
- B2B 또는 B2C 모델 사용 가능
- 고성장 시장
- 다른 사람들이 간과하거나 놓친 고객 또는 시장 공략

산업
- 성장하는 산업
- 산업에 대한 첨단 기술의 높은 영향
- 높은 자본 집약도
- 소규모 평균 기존 기업 규모

팀
- 개인 기업가보다 다양한 재능을 가진 크고 성별 및 인종적으로 다양한 팀
- 대학원 학위
- 창업 전 경영 경험
- 창업 산업 분야의 업무 경험
- 실업 상태가 아닌 신규 벤처 시작 전 정규직 고용 상태
- 이전 기업가적 경험
- 신규 벤처에 대한 전 시간 참여
- 이익뿐만 아니라 다양한 목표에 의해 동기 부여
- 팀 구성원의 사회적 유대 관계 수 및 다양성, 사업 네트워크의 폭

기업
- 서면 사업계획서
- 통일되고 연결된 제품 라인 또는 서비스 라인에 집중
- 가격 이외의 차원(예: 품질 또는 서비스)에 기반한 경쟁
- 초기, 빈번하고 강렬하며 잘 타겟팅된 마케팅
- 엄격한 재정 통제
- 충분한 창업 및 성장 자본
- 개인 사업체가 아닌 코퍼레이션 모델

지위
- 부는 기업가가 창업 비용을 충당하고 현금흐름 문제에 대처할 수 있도록 한다.
- 사회적으로 계층화된 문화에서 지배적인 인종, 민족 또는 성별[184]

## 같이 보기
- 사업
- 기업인
- 창업
- 경영
- 스타트업

## 모름
1. ↑  기술창업자의 학습동기, 학습의지가 기업가 정신과 기업성과에 미치는 영향(2010), 송정현
2. ↑  “Entrepreneur: What It Means to Be One and How to Get Started”. 《Investopedia》 (영어). 2022년 12월 25일에 확인함.
3. ↑  “What is entrepreneurship? definition and meaning”. Business Dictionary. 2018년 11월 16일에 원본 문서에서 보존된 문서. 2016년 1월 21일에 확인함.
4. ↑  AK Yetisen; LR Bob Volpatti; AF Coskun; S Cho; E Kamrani; H Butt; A Khademhos\\seini; SH Yun (2015). 《Entrepreneurship》. 《Lab Chip》 15. 3638–3660쪽. doi:10.1039/c5lc00577a. ISSN 1473-0189. PMID 26245815.
5. ↑  Katila, Riitta; Chen, Eric L.; Piezunka, Henning (2012년 6월 7일). 《All the right moves: How entrepreneurial firms compete effectively》 (PDF). 《Strategic Entrepreneurship JNL》 6. 116–132쪽. doi:10.1002/sej.1130. 2017년 5월 18일에 확인함.
6. ↑  Audretsch, David B.; Bozeman, Barry; Combs, Kathryn L.; Feldman, Maryann; Link, Albert N.; Siegel, Donald S.; Stephan, Paula; Tassey, Gregory; Wessner, Charles (2002). 《The Economics of Science and Technology》. 《The Journal of Technology Transfer》 27. 157쪽. doi:10.1023/A:1014382532639. S2CID 143820412.
7. ↑  Alina Hyz; Marzanna B. Lament; Sławomir I. Bukowski, 편집. (2021). 《Competitiveness and Economic Development in Europe: Prospects and Challenges》. Taylor & Francis. ISBN 9781000373288.
8. ↑  Monica Lindgren; Johann Packendorff (2009년 1월 1일). 《Social constructionism and entrepreneurship: Basic assumptions and consequences for theory and research》. 《International Journal of Entrepreneurial Behavior & Research》 15. 25–47쪽. doi:10.1108/13552550910934440. ISSN 1355-2554.
9. ↑  Helle Neergaard; John P. Ulhøi (2007). 《Handbook of Qualitative R Methods in Entrepreneurship》. Edward Elgar Publishing. ISBN 9781847204387.
10. 1 2  Lena Olaison (2014). 《Entrepreneurship at the limits》. Frederiksberg: Copenhagen Business School (CBS). ISBN 9788793155251.
11. ↑  Friederike Welter (2011년 1월 1일). 《Contextualizing Entrepreneurship: Conceptual Challenges and Ways Forward》. 《Entrepreneurship Theory and Practice》 35. 165–184쪽. doi:10.1111/j.1540-6520.2010.00427.x. ISSN 1042-2587. S2CID 153467294.
12. 1 2  Gaddefors, Johan; Anderson, Alistair R. (2017년 1월 1일). 《Entrepreneurship and context: when entrepreneurship is greater than entrepreneurs》. 《International Journal of Entrepreneurial Behavior & Research》 23. 267–278쪽. doi:10.1108/IJEBR-01-2016-0040. hdl:10059/2299. ISSN 1355-2554.
13. ↑  Diochon, Monica; Anderson, Alistair R. (2011년 3월 1일). 《Ambivalence and ambiguity in social enterprise; narratives about values in reconciling purpose and practices》. 《International Entrepreneurship and Management Journal》 (영어) 7. 93–109쪽. doi:10.1007/s11365-010-0161-0. hdl:10059/613. ISSN 1555-1938. S2CID 144081539.
14. ↑  Alvarez, Sharon A.; Busenitz, Lowell W. (2001년 12월 1일). 《The entrepreneurship of resource-based theory》. 《Journal of Management》 (영어) 27. 755–775쪽. doi:10.1177/014920630102700609. ISSN 0149-2063. S2CID 220587830.
15. ↑  Shane, S. A. (2003). A general theory of entrepreneurship: the individual-opportunity nexus. Northampton, Massachusetts: E. Elgar.
16. ↑  Tan, J. J., & Arceo, V. V. R. (2024). The regional entrepreneurial lens: An ASEAN 5 developing country perspective. Journal of Global Entrepreneurship Resesearch, 14(36). https://doi.org/10.1007/s40497-024-00408-1. https://rdcu.be/dWrVA
17. ↑  Robert D. Hisrich (2011). 《Entrepreneurship》. McGraw-Hill Education. ISBN 9780070620179.
18. ↑  “Entrepreneurial Ambition – Innovation Provincial Rankings – How Canada Performs”. Conference Board Canada. 2021년 4월 19일에 원본 문서에서 보존된 문서. 2020년 12월 29일에 확인함.
19. ↑  Catherine Clifford (2013년 9월 3일). “Why everyone will have to become an entrepreneur”. 《entrepreneur.com》. 2016년 5월 8일에 확인함.
20. ↑  “Venture Investment – Regional Aggregate Data”. National Venture Capital Association and PricewaterhouseCoopers. 2016년 4월 8일에 원본 문서에서 보존된 문서. 2016년 4월 23일에 확인함.
21. ↑  Scott, S.; Venkatraman, S. (2000). 《The promise of entrepreneurship as a field of research》. 《Academy of Management Review》 25. 217–226쪽. doi:10.5465/amr.2000.2791611.
22. ↑  Brush, C.;  외. (2003). 《Doctoral education in the field of entrepreneurship》. 《Journal of Management》 29. 309–331쪽. doi:10.1016/s0149-2063(03)00014-x.
23. ↑  Ramoglou, S.; Tsang, E.W.K. (2016). 《A realist perspective of entrepreneurship: Opportunities as propensities》. 《Academy of Management Review》 41. 409–434쪽. doi:10.5465/amr.2014.0281. S2CID 146376795.
24. 1 2  S.X. Zhang; J. Cueto (2015). 《The Study of Bias in Entrepreneurship》. 《Entrepreneurship Theory and Practice》 41. 419–454쪽. doi:10.1111/etap.12212. S2CID 146617323.
25. ↑  Black, Ervin L.; Burton, F. Greg; Wood, David A.; Zimbelman, Aaron F. (August 2010). 《Entrepreneurial success: differing perceptions of entrepreneurs and venture capitalists》. 《The International Journal of Entrepreneurship and Innovation》 11. 189–198쪽. doi:10.5367/000000010792217272. S2CID 167492528.
26. ↑  Navale, Ashok Bhanudas (October 2013). 《Developing Entrepreneur Skills for Corporate Work》 (PDF). 《Research Directions》 1. ISSN 2321-5488. 2017년 3월 29일에 원본 문서 (PDF)에서 보존된 문서. 2013년 10월 22일에 확인함.
27. ↑  Carlen, Joe (2016). 《A Brief History of Entrepreneurship: The Pioneers, Profiteers, and Racketeers Who Shaped Our World》 (영어). New York: Columbia University Press. 1쪽. ISBN 978-0231542814.
28. ↑  Brewer, Anthony (1992). 《Richard Cantillon: Pioneer of Economic Theory》. Routledge. ISBN 978-0-415-07577-0.
29. ↑  William Stanley Jevons (January 1881), “Richard Cantillon and the Nationality of Political Economy”, 《Contemporary Review》 (The Contemporary Review Company), 333–360쪽
30. 1 2  Cantillon, Richard (1755). 《Essai sur la nature du commerce en général》. London: MacMillan.
31. ↑  Stevenson, H.; Jarillo, J. (2007),  Cuervo, Álvaro; Ribeiro, Domingo; Roig, Salvador, 편집., “A Paradigm of Entrepreneurship: Entrepreneurial Management, in”, 《Entrepreneurship: Concepts, Theory and Perspective》 (Springer Science Business Media), 5–쪽, ISBN 978-3-540-48543-8
32. ↑  • Landström, H. & SpringerLink 2005, Pioneers in entrepreneurship and small business research, Springer Science+Business Media, New York, N.Y.
33. ↑  Lowe, Robin; Marriott, Sue (2006). 《Enterprise: Entrepreneurship and Innovation》. Routledge. 5쪽. ISBN 978-0-7506-6920-7.
34. ↑  Rostam-Afschar, Davud (2013). 《Entry regulation and entrepreneurship: A natural experiment in German craftsmanship》. 《Empirical Economics》 47. 1067–1101쪽. doi:10.1007/s00181-013-0773-7. S2CID 154355298.
35. ↑  Obeng, J.Pashington (1996). 《Asante Catholicism; Religious and Cultural Reproduction among the Akan of Ghana》 (영어) 1. BRILL. ISBN 978-90-04-10631-4.
36. ↑  〈entrepreneur〉. 《옥스퍼드 영어사전》 온라인판. 옥스퍼드 대학교 출판부. (구독 또는 참여 기관 회원가입 필요)
37. ↑  〈entrepreneurism〉. 《옥스퍼드 영어사전》 온라인판. 옥스퍼드 대학교 출판부. (구독 또는 참여 기관 회원가입 필요)
38. ↑  〈entrepreneurship〉. 《옥스퍼드 영어사전》 온라인판. 옥스퍼드 대학교 출판부. (구독 또는 참여 기관 회원가입 필요)
39. ↑  Schumpeter, Joseph Alois (1976). 《Capitalism, Socialism and Democracy》. Routledge. ISBN 978-0-415-10762-4.
40. ↑  
Jones, Campbell; Murtola, Anna-Maria (2012). 〈Entrepreneurship, crisis, critique〉.   Hjorth, Daniel. 《Handbook on Organisational Entrepreneurship》. Elgar Original Reference Series. Cheltenham, Gloucestershire: Edward Elgar Publishing. 123쪽. ISBN 978-1781009055. 2020년 9월 9일에 확인함. [...] Schumpeter famously evokes the image of the 'perennial gale of creative destruction' (1950: 84).
41. ↑  Schumpeter, Joseph Alois (1934). 《The Theory of Economic Development: An Inquiry Into Profits, Capital, Credit, Interest, and the Business Cycle》. Transaction Publishers. ISBN 978-0-87855-698-4.
42. ↑  Landstrom, H. (2007). 《Pioneers in Entrepreneurship and Small Business Research》. Springer. ISBN 978-0-387-23633-9.
43. ↑  Marshall, Alfred; Guillebaud, C. W. (1961). 《Principles of Economics. 9th (variorum) Ed》. Macmillan.
44. ↑  
Henderson, James; Ferguson, Alastair (2014). 《International Partnership in Russia: Conclusions from the Oil and Gas Industry》 reprint판. SpringerPalgrave Macmillan. 86쪽. ISBN 978-1137352279. 2020년 9월 9일에 확인함. [...] successful oligarchs/entrepreneurs in Russia were 'crooks, who transferred their skimming talents to the enterprises they acquired, and used their wealth to further corrupt the government and block reforms'.
45. ↑  
Malik, Rashid (1997). 《Chinese Entrepreneurs in the Economic Development of China》. Westport, Connecticut: Greenwood Publishing Group. 7쪽. ISBN 978-0275958480. 2020년 9월 9일에 확인함. [...] the rise to power of the CCP in 1949 signaled the end of entrepreneurship in China until 1978.
46. ↑  Shane, Scott Andrew (2000). 《A General Theory of Entrepreneurship: The Individual-opportunity Nexus》. Edward Elgar Publishing. ISBN 978-1-78100-799-0.
47. ↑  Deakins & Freel 2009.
48. ↑  Johnson, D. P. M. (2005). “A Glossary of Political Economy Terms, 2005”. Auburn University. 2014년 7월 20일에 원본 문서에서 보존된 문서.
49. ↑  Staff, G. E. M. “Record-Breaking Entrepreneurial Growth in U.S. according to Latest GEM National Report”. 《GEM Global Entrepreneurship Monitor》 (영어). 2024년 6월 12일에 확인함.
50. ↑  Paul D. Reynolds (2007). 《Entrepreneurship in the United States: The Future Is Now》. Springer. ISBN 978-0-387-45671-3.
51. ↑  Mark Van Osnabrugge; Robert J. Robinson (2000). 《Angel Investing》. John Wiley & Sons. ISBN 978-0-7879-5202-0.
52. ↑  Driessen, Martyn P.; Zwart, Peter S. (2010). “The role of the entrepreneur in small business success: the Entrepreneurship Scan” (PDF).
53. ↑  Flanders, Judith (2009년 1월 9일). “They Broke It”. 《The New York Times》. 2024년 6월 8일에 확인함.
54. ↑  Hunt, Tristram (2021). 《The Radical Potter: The Life and Times of Josiah Wedgwood》. Henry Holt and Company.
55. ↑  “Christmas: The mail order pioneer who started a billion-pound industry”. BBC. 2024년 6월 19일에 확인함.
56. ↑  Blaine McCormick, and Burton W. Folsom. "A survey of business historians on America's greatest entrepreneurs." Business History Review 2003; 77(4): 703–716. online
57. ↑  Thompson Heames, Joyce; Breland, Jacob W. (2010). 《Management pioneer contributors: 30-year review》 (PDF). 《Journal of Management History》 16. 427–436쪽. doi:10.1108/17511341011073915.
58. ↑  Christopher Rea and Nicolai Volland, "The Business of Culture" (UBC Press, 2015), pp. 4–7. (See also pp. 9–31: "Enter the Cultural Entrepreneur")
59. ↑  Lounsbury, M; Glynn, M.A (2001). 《Cultural Entrepreneurship: Stories, Legitimacy, and the Acquisition of Resources》. 《Strategic Management Journal》. 22, no. 6/7. 545–564쪽. doi:10.1002/smj.188. S2CID 14577423.
60. ↑  Hjorth, D; Steyaert, C (2004). 《Narrative and Discursive Approaches in Entrepreneurship: A Second Movements in Entrepreneurship Book.》. Cheltenham and Northampton, MA: Edward Elgar Publishing. doi:10.4337/9781845421472. ISBN 978-1843765899.
61. ↑  Gartner, W.B. (2007). 《Entrepreneurial narrative and a science of the imagination》. 《Journal of Business Venturing》 22. 613–627쪽. doi:10.1016/j.jbusvent.2006.10.003.
62. ↑  Patriotta, G; Siegel, D (2019). 《The Context of Entrepreneurship》 (PDF). 《Journal of Management Studies》 56. 1194–1196쪽. doi:10.1111/joms.12440. S2CID 159302926.
63. ↑  Hjorth, D (2007). 《Lessons from Iago: narrating the event of entrepreneurship》. 《Journal of Business Venturing》 22. 712–732쪽. doi:10.1016/j.jbusvent.2006.10.002.
64. 1 2  Ibrahim, Gamal; Galt, Vaughan (2011). 《Explaining ethnic entrepreneurship: An evolutionary economics approach》. 《International Business Review》 20. 607–613쪽. doi:10.1016/j.ibusrev.2011.02.010. 2024년 5월 17일에 확인함.
65. ↑  “Out Of Print : Ethnic Enterprise in America: Business and Welfare Among Chinese, Japanese, and Blacks : Ivan Light – University of California Press”. 《www.ucpress.edu》. 2016년 10월 20일에 원본 문서에서 보존된 문서. 2016년 1월 16일에 확인함.
66. ↑  Jolles, Michael A.; Rubinstein, W. (2011). 《The Palgrave Dictionary of Anglo-Jewish History》. Palgrave Macmillan. 457쪽.
67. ↑  “Fish & chips: Drinks & dishes you might not have realised were invented in London”. 《The Telegraph》. 2024년 5월 19일에 확인함. It was, the Federation declared, one Joseph Malin, a Jewish émigré of Cleveland Way, Whitechapel, who opened the first chippie around 1860.
68. ↑  J. R. Lowerson, 'Slazenger, Ralph (1845–1910)’, Oxford Dictionary of National Biography, Oxford University Press, 2004
69. ↑  “Wimbledon: Official Partners”. 《Wimbledon.com》. 2024년 6월 6일에 확인함.
70. 1 2  Chaudhary, Ali R. (2015년 6월 1일). 《Racialized Incorporation: The Effects of Race and Generational Status on Self-Employment and Industry-Sector Prestige in the United States》. 《International Migration Review》 49. 318–354쪽. doi:10.1111/imre.12087. ISSN 1747-7379. S2CID 145352741.
71. ↑  Smith, Brett R.; Conger, Michael J.; Jeffery S.; Neubert, Mitchell J. (2019년 6월 1일). 《Why believe? The promise of research on the role of religion in entrepreneurial action》. 《Journal of Business Venturing Insights》 (영어) 11. e00119쪽. doi:10.1016/j.jbvi.2019.e00119. ISSN 2352-6734. S2CID 150959740.
72. ↑  Smith, Brett R.; McMullen, Jeffery S.; Cardon, Melissa S. (2021년 9월 1일). 《Toward a theological turn in entrepreneurship: How religion could enable transformative research in our field》. 《Journal of Business Venturing》 (영어) 36. 106139쪽. doi:10.1016/j.jbusvent.2021.106139. ISSN 0883-9026.
73. ↑  Gümüsay, Ali Aslan (2018년 7월 3일). 《Unpacking entrepreneurial opportunities: an institutional logics perspective》. 《Innovation》 20. 209–222쪽. doi:10.1080/14479338.2017.1404430. ISSN 1447-9338. S2CID 149355402.
74. ↑  Gümüsay, Ali Aslan (2015년 8월 1일). 《Entrepreneurship from an Islamic Perspective》. 《Journal of Business Ethics》 (영어) 130. 199–208쪽. doi:10.1007/s10551-014-2223-7. ISSN 1573-0697. S2CID 140869670.
75. ↑  Orser, Barbara; Elliott, Catherine (2015). 《Feminine Capital: Unlocking the Power of Women Entrepreneurs》 (영어). Stanford Business Books. 214쪽. ISBN 978-0804783798.
76. ↑  Barbara J. Orser; Catherine Elliott; Joanne Leck (2011년 11월 8일). 《Feminist attributes and entrepreneurial identity》. 《Gender in Management》 26. 561–589쪽. doi:10.1108/17542411111183884. ISSN 1754-2413.
77. ↑  Orser, Barbara, and Joanne Leck. "Physician as feminist entrepreneur: The gendered nature of venture creation and the Shirley E. Greenberg Women's Health Centre." Women entrepreneurs and the global environment for growth (2010): 284–302.
78. ↑  Roos, Annie (2019년 3월 15일). 《Embeddedness in context: understanding gender in a female entrepreneurship network》. 《Entrepreneurship & Regional Development》 31. 279–292쪽. doi:10.1080/08985626.2018.1551793. ISSN 0898-5626.
79. ↑  Penrose, Edith T. (1959). The Theory of the Growth of the Firm. New York: John Wiley.
80. ↑  DiMaggio, P. 1988 'Interest and agency in institutional theory'. In Institutional patterns and culture, L. Zucker (ed.), Cambridge, MA: Ballinger Publishing Company: 3–22.
81. ↑  Levy, D.; Scully, M. (2007). 《The institutional entrepreneur as modern prince: The strategic face of power in contested fields》. 《Organization Studies》 28. 971–991쪽. doi:10.1177/0170840607078109. S2CID 10917386.
82. ↑  Khan, F., K. Munir, and H. Willmott 2007 "A Dark Side of Institutional Entrepreneurship: Soccer Balls, Child Labour and Postcolonial Impoverishment". Organization Studies 28/7: 1055–1077.
83. ↑  Hardy, C., and S. Maguire: "Entrepreneurship" in Handbook of organizational institutionalism. R. Greenwood, C. Oliver, K. Sahlin-Andersson and R. Suddaby (eds).
84. ↑  Rostam-Afschar, Davud (2013). 《Entry regulation and entrepreneurship: A natural experiment in German craftsmanship》. 《Empirical Economics》 47. 1067–1101쪽. doi:10.1007/s00181-013-0773-7. S2CID 154355298.
85. ↑  Rauch, Jonathan (November 2018). “Generation next, Millennials will outnumber baby-boomers in 2019”. 《The Economist》. 2019년 3월 13일에 원본 문서에서 보존된 문서. 2019년 3월 13일에 확인함.
86. ↑  Strauss, William; Howe, Neil (2000). 《Millennials Rising: The Next Great Generation》. Cartoons by R.J. Matson. New York: Vintage Original. 54쪽. ISBN 978-0375707193. 2013년 10월 17일에 확인함.
87. ↑  “The 10 Richest Millennial Entrepreneurs in America”. 《Inc.com》 (영어). 2016년 12월 12일. 2017년 6월 6일에 확인함.
88. ↑  Wilmouth, Daniel (2016년 2월 4일). “The Missing Millennial Entrepreneurs” (PDF). 《U.S. Small Business Administration》. 2017년 5월 22일에 원본 문서 (PDF)에서 보존된 문서. 2017년 6월 2일에 확인함.
89. ↑  Reynolds, P. D. and White, S. (1997). The Entrepreneurial Process. Westport, CT: Quorum Books.
90. ↑  Casson, M., 1982. The entrepreneur: An economic theory. Rowman & Littlefield.
91. ↑  Shane, S.; Venkataraman, S. (2000). 《The promise of entrepreneurship as a field of research》. 《Academy of Management Review》 25. 217–226쪽. doi:10.5465/amr.2000.2791611.
92. ↑  Davidsson, P (2006). 《Nascent entrepreneurship: empirical studies and developments》. 《Foundations and Trends in Entrepreneurship》 2. 1–76쪽. doi:10.1561/0300000005.
93. ↑  Dimov, D. (2007b). 'Beyond the single-person, single-insight attribution in understanding entrepreneurial opportunities' Entrepreneurship Theory and Practice 31, 713–731. 'From opportunity insight to opportunity intention: the importance of person-situation learning match'
94. ↑  Dimov, Dimo (July 2007). 《From Opportunity Insight to Opportunity Intention: The Importance of Person-Situation Learning Match》. 《Entrepreneurship Theory and Practice》 31. 561–583쪽. doi:10.1111/j.1540-6520.2007.00188.x. S2CID 143353586. SSRN 999462.
95. ↑  Shepherd, D. A.; McMullen, J. S.; Jennings, P. D. (2007). 《The formation of opportunity beliefs: overcoming ignorance and reducing doubt》. 《Strategic Entrepreneurship Journal》 1. 75–95쪽. doi:10.1002/sej.3. S2CID 145411658.
96. ↑  Sarasvathy, S. D. (2001). 《Causation and effectuation: toward a theoretical shift from economic inevitability to entrepreneurial contingency》. 《Academy of Management Review》 26. 243–263쪽. doi:10.2307/259121. JSTOR 259121.
97. ↑  Ucbasaran, D.; Westhead, P.; Wright, M. (2009). 《The extent and nature of opportunity identification by experienced entrepreneurs》. 《Journal of Business Venturing》 24. 99–115쪽. doi:10.1016/j.jbusvent.2008.01.008.
98. ↑  Bozward D. and Rogers-Draycott, M., (2017) Developing a Staged Competency Based Approach to Enterprise Creation. Proceedings of the International Conference for Entrepreneurship, Innovation and Regional Development. ISSN 2411-5320
99. ↑  Alsos, G.A.; Kolvereid, L. (1998). 《The business gestation process of novice, serial, and parallel business founders》. 《Entrepreneurship Theory and Practice》 22. 101–102쪽. doi:10.1177/104225879802200405. S2CID 151263063.
100. 1 2  Delmar, F.; Shane, S. (2004). “Legitimizing first: organizing activities and the survival of new ventures”. 《Journal of Business Venturing》 19 (3): 385–410. doi:10.1016/s0883-9026(03)00037-5.
101. ↑  Gartner, W.B. (1985). 《A conceptual framework for describing the phenomenon of new venture creation》. 《Academy of Management Review》 10. 696–706쪽. doi:10.5465/amr.1985.4279094.
102. 1 2  Lichtenstein, B. B.; Carter, N. M.; Dooley, K. J.; Gartner, W. B. (2007). 《Complexity dynamics of nascent entrepreneurship》. 《Journal of Business Venturing》 22. 236–261쪽. doi:10.1016/j.jbusvent.2006.06.001.
103. ↑  Kim, P.H.; Longest, K.C.; Lippmann, S. (2015). 《The tortoise versus the hare: Progress and business viability differences between conventional and leisure-based founders》. 《Journal of Business Venturing》 30. 185–204쪽. doi:10.1016/j.jbusvent.2014.02.005.
104. ↑  Carter, N.M.; Gartner, W.B.; Reynolds, P.D. (1996). 《Exploring start-up event sequences》. 《Journal of Business Venturing》 11. 151–166쪽. doi:10.1016/0883-9026(95)00129-8.
105. ↑  Ferriani, S.; Cattani, G.; Baden-Fuller, C. (2009). 《The Relational Antecedents of Project-Entrepreneurship: Network Centrality, Team Composition, and Project Performance》. 《Research Policy》 38. 1545–1558쪽. doi:10.1016/j.respol.2009.09.001. S2CID 1071710.
106. ↑  Faulkner, R. R.; Anderson, A. B. (1987). 《Short-term projects and emergent careers: evidence from Hollywood》. 《American Journal of Sociology》 92. 879–909쪽. doi:10.1086/228586. S2CID 144195668.
107. ↑  DeFillippi, R.; Spring, S. (2004). 《Project entrepreneurs for project-based enterprises: Extension or complement to project management competencies?》. 《Projects and Profits》 4. 50–57쪽.
108. ↑  The New Heroes, What is Social Entrepreneurship, Oregon Public Broadcasting, 2005
109. ↑  "The Meaning of Social Entrepreneurship," J. Gregory Dees, 1998, rev 2001 “The Meaning of Social Entrepreneurship”. caseatduke.org. 2013년 4월 25일에 원본 문서에서 보존된 문서. 2013년 5월 3일에 확인함.
110. ↑  Wilden, R., Garbuio, M., Angeli, F. and Mascia, D. (2018) Entrepreneurship in Healthcare. Routledge. ISBN 978-1138068407.
111. ↑  Thompson, J.L. (2002). 《The World of the Social Entrepreneur》. 《The International Journal of Public Sector Management》 15. 413쪽. doi:10.1108/09513550210435746.
112. ↑  Frederick, Howard H. (2018). 《The emergence of biosphere entrepreneurship: are social and business entrepreneurship obsolete?》 (PDF). 《International Journal of Entrepreneurship and Small Business》 34 (Inderscience Publishers). 381–419쪽. doi:10.1504/IJESB.2018.092785. 2021년 11월 13일에 확인함.
113. ↑  Jack, Andrew (2021년 11월 11일). “European business schools join forces to offer free climate training, November 11 2021”. 《Financial Times》. 2021년 11월 13일에 확인함.
114. ↑  Knight, Frank Hyneman (2005). 《Risk, Uncertainty and Profit》. Cosimo, Inc. ISBN 978-1-59605-242-0.
115. ↑  Laureiro-Martínez, Daniella; Nicola; Brusoni, Stefano; Zollo, Maurizio; Hare, Todd; Alemanno, Federica; Cappa, Stefano F. (2014년 1월 22일). 《Frontopolar cortex and decision-making efficiency: comparing brain activity of experts with different professional background during an exploration-exploitation task》. 《Frontiers in Human Neuroscience》 7. 927쪽. doi:10.3389/fnhum.2013.00927. PMC 3897871. PMID 24478664.
116. ↑  Shane, S. (2000). 《The Promise of Entrepreneurship as a Field of Research》. 《Academy of Management Review》 25. 217–226쪽. doi:10.5465/AMR.2000.2791611.
117. ↑  Reynolds PD, Hay M, Bygrave WD et al. (2002) Global Entrepreneurship Monitor: 2002 Global Executive Report. Kansas City, MO: Kauffman Foundation.[{{{설명}}}]
118. ↑  Xavier-Oliveira et al. (1 July 2015). "What motivates entrepreneurial entry under economic inequality? The role of human and financial capital 보관됨 18 10월 2015 - 웨이백 머신." Human Relations 68(7): 1183–1207, Sage.
119. ↑  Shane, S.; Nicolaou, N. (2013). 《The genetics of entrepreneurial performance》. 《International Small Business Journal》 31. 473–495쪽. doi:10.1177/0266242613485767. S2CID 145370748.
120. ↑  Miller 2005, 278쪽.
121. ↑  Scheufele & Moy 2000.
122. ↑  Ramoglou, S. (2013). 《Who is a 'non-entrepreneur'? Taking the 'others' of entrepreneurship seriously》. 《International Small Business Journal》 31. 432–453쪽. doi:10.1177/0266242611425838. S2CID 153471645.
123. ↑  Gartner, William B. (2001). 《Is There an Elephant in Entrepreneurship? Blind Assumptions in Theory Development; Business research》 (PDF). 《Entrepreneurship Theory and Practice》 25. 27–39쪽. doi:10.1177/104225870102500403. S2CID 220124642.
124. ↑  Fauchart, E; Gruber, M. (2011). 《Darwinians, Communitarians, and Missionaries: The Role of Founder Identify in Entrepreneurship》. 《Academy of Management Journal》 54. 935–957쪽. doi:10.5465/amj.2009.0211. S2CID 167415395.
125. ↑  Hackman, M.Z.; Johnson, C.E. (2009). 《Leadership: A communication perspective》 5판. Long Grove, IL: Waveland.
126. ↑  Baum, Robert J.; Locke, Edwin A.; Kirkpatrick, Shelley A. (1998). 《A longitudinal study of the relation of vision and vision communication to venture growth in entrepreneurial firms.》. 《Journal of Applied Psychology》 83. 43–54쪽. doi:10.1037/0021-9010.83.1.43.
127. ↑  Kouzes, J.M; Posner, B.Z. (1987). 《The leadership challenge: How to get extraordinary things done in organizations》. San Francisco: Jossey-Bass. Bibcode:1987lcht.book.....K. ISBN 978-1555422110.
128. ↑  Locke, E.A.; Kirkpatrick, S.; Wheeler, J.K; Schneider, J; Niles, K.; Goldstein, H; Welsh, K; Chah, D.O. (1991). 《The essence of leadership》. New York: Lexington Books.
129. ↑  Clarke, J.; Cornelissen, J (2011). 《Language, communication, and socially situated cognition in entrepreneurship. Academy Of Management Review》 (PDF). 《Academy of Management Review》 36. 776–778쪽. doi:10.5465/AMR.2011.65554783 (년 이후로 접속 불가 2024-11-01).
130. ↑  Euler, M; Vollmar, B. H.; Kraus, S. (2011). 《Communication matters—Network constellations in entrepreneurship.》. 《International Journal of Economics and Business Research》 3. 283–301쪽. doi:10.1504/ijebr.2011.040021.
131. ↑  Giles, H; Wiemann, J.M (1987). 《Language, social comparison and power. The handbook of communication science》. 350–384쪽.
132. ↑  Ting-Toomey, S (1985). 《Toward a theory of conflict and culture in communication. Culture & Organizational processes》. 71–86쪽.
133. ↑  Rank, H (1976). 《Teaching about public persuasion》. National Council of Teachers of English.
134. ↑  Lawrence, D. (2014) Disruptors are just pirates on the high seas of capitalism. The Globe and Mail Special on Business Education, 5 November 2014. Available at https://www.theglobeandmail.com/report-on-business/careers/business-education/disruptors-are-just-pirates-on-the-high-seas-of-capitalism/article21443149/
135. ↑  Roth, S (2014). 《Booties, bounties, business models: a map to the next red oceans》. 《International Journal of Entrepreneurship and Small Business》 22. 439–448쪽. doi:10.1504/ijesb.2014.064272. S2CID 53140269. 2014년 8월 26일에 원본 문서에서 보존된 문서. 2014년 8월 26일에 확인함.
136. ↑  Roth, S (2014). 《The eye-patch of the beholder》. 《International Journal of Entrepreneurship and Small Business》 22. 399–407쪽. doi:10.1504/ijesb.2014.064271. S2CID 53131826. 2014년 8월 26일에 원본 문서에서 보존된 문서. 2014년 8월 26일에 확인함.
137. ↑  Weissmann, Jordan (2013년 8월 16일). “Entrepreneurship: The Ultimate White Privilege?”. 《The Atlantic》. 2020년 12월 15일에 확인함.
138. ↑  Jernberg, Frida; Lindbäck, Anna; Roos, Annie (2020년 1월 1일). 《A new male entrepreneur? Media representation of male entrepreneurs before and after #metoo》. 《Gender in Management》 35. 211–224쪽. doi:10.1108/GM-01-2019-0004. ISSN 1754-2413. S2CID 216384140.
139. ↑  “The Average Age of Successful Entrepreneurs Is Actually 45”. 《Knowledge@Wharton》. 2021년 6월 14일에 확인함.
140. ↑  Haden, Jeff (2018년 7월 16일). “A Study of 2.7 Million Startups Found the Ideal Age to Start a Business (and It's Much Older Than You Think)”. Inc. 2021년 6월 14일에 확인함.
141. ↑  Lazear, Edward (2005). 《Entrepreneurship》. 《Journal of Labor Economics》 23. 649–680쪽. doi:10.1086/491605.
142. ↑  Backes-Ge1llner, Uschi; Moog, Petra (December 2013). 《The disposition to become an entrepreneur and the jacks-of-all-trades in social and human capital》. 《The Journal of Socio-Economics》 47. 55–72쪽. doi:10.1016/j.socec.2013.08.008.
143. ↑  Baer, Drake (2015년 2월 19일). “Scientists have discovered a personality difference between entrepreneurs and employees”. 《비즈니스 인사이더》. 2015년 2월 25일에 확인함.
144. ↑  Muljadi, Paul (편집.). 《Entrepreneurship》. Paul Muljadi. 2013년 12월 31일에 원본 문서에서 보존된 문서.
145. 1 2 3  Hansson, Åsa (2012). 《Tax policy and entrepreneurship: empirical evidence from Sweden》. 《Small Business Economics》 38. 495–513쪽. doi:10.1007/s11187-010-9282-7. S2CID 153414747.
146. ↑  Sørensen, J.; Nanda, R. (July 2010). 《Workplace Peers and Entrepreneurship》 (PDF). 《Management Science》 56. 1116–1126쪽. doi:10.1287/mnsc.1100.1179. 2017년 10월 10일에 원본 문서 (PDF)에서 보존된 문서. 2013년 6월 30일에 확인함.
147. ↑  “Peers Influence Decision to Become an Entrepreneur”. Stanford Graduate School of Business; News. 2009년 9월 1일. 2013년 6월 30일에 확인함.
148. ↑  Entrepreneurial Behavior, Retrieved 17 December 2014
149. ↑  Csikszentmihalyi, Mihaly (2009). 《Flow》. HarperCollins. ISBN 978-0-06-187672-1.
150. ↑  Christensen, Clayton; Johnson, Curtis W.; Horn, Michael B. (2008). 《Disrupting Class: How Disruptive Innovation Will Change the Way the World Learns》. McGraw Hill Professional. ISBN 978-0-07-164174-6.
151. ↑  Montessori, Maria (1967). 《The Absorbent Mind》. New York: Holt, Rinehart and Winston.
152. ↑  Rathunde, Kevin; Csikszentmihalyi, Mihaly (May 2005). 《Middle School Students' Motivation and Quality of Experience: A Comparison of Montessori and Traditional School Environments》. 《American Journal of Education》 111. 341–371쪽. doi:10.1086/428885. S2CID 146766889.
153. ↑  Conchie, S. M.; Donald, I. J. (2007). 《The functions and development of safety-specific trust and distrust》. 《Safety Science》 46. 92–103쪽. doi:10.1016/j.ssci.2007.03.004.
154. ↑  Gudmundsson, S.V.; Lechner, C. (2013). 《Cognitive Biases, Organization, and Entrepreneurial Firm Survival》. 《European Management Journal》 31. 278–294쪽. doi:10.1016/j.emj.2013.01.001.
155. ↑  Kets de Vries, M. (2003). 《The entrepreneur on the couch》. 《INSEAD Quarterly》 5. 17–19쪽.
156. ↑  Gielnik, Michael; Bledow, Ronald; Stark, Miriam (2020). 《A Dynamic Account of Self-Efficacy in Entrepreneurship》. 《Journal of Applied Psychology》 105. 487–505쪽. doi:10.1037/apl0000451. PMID 31535872.
157. ↑  Cuesta, Marcelino; Suárez-Álvarez, Javier; Lozano, Luis Manuel; García-Cueto, Eduardo; Muñiz, José (2018). 《Assessment of Eight Entrepreneurial Personality Dimensions: Validity Evidence of the BEPE Battery》. 《Frontiers in Psychology》 29. 2352쪽. doi:10.3389/fpsyg.2018.02352. PMC 6281960. PMID 30555379.
158. ↑  Maaravi, Yossi; Hameiri, Boaz; Tamar, Gur (2022). 《Perceptions of Victimhood and Entrepreneurial Tendencies》. 《Frontiers in Psychology》 13. doi:10.3389/fpsyg.2022.797787. PMC 8882629. PMID 35237209.
159. ↑  Schoon, Ingrid; Duckworth, Kathryn (2012). 《Who becomes an entrepreneur? Early life experiences as predictors of entrepreneurship》. 《Developmental Psychology》 48. 1719–1726쪽. doi:10.1037/a0029168. PMID 22746220.
160. 1 2  Hitt, M. A.; Ireland, R.; Sirmon, D. G.; Trahms, C. A. (2011). 《Strategic Entrepreneurship: Creating Value for Individuals, Organizations, and Society》. 《Academy of Management Perspectives》 25. 57–75쪽. doi:10.5465/AMP.2011.61020802 (년 이후로 접속 불가 2024-11-01).
161. ↑  Martin Chemers tentatively suggests a generic definition of leadership: Chemers, Martin (2014) [1997]. 〈The Functions of Leadership in Organization〉. 《An integrative theory of leadership》 reprint판. Lawrence Erlbaum Associates, Publishers. 1쪽. ISBN 978-1317778400. A definition of leadership that would be widely accepted by the majority of theorists and researchers might say that 'leadership is a process of social influence in which one person can enlist the aid and support of others in the accomplishment of a common task.'
162. ↑  
Shane, Scott Andrew (2003). 《A General Theory of Entrepreneurship: The Individual-opportunity Nexus》. New horizons in entrepreneurship. Cheltenham: Edward Elgar Publishing. ISBN 978-1781007990. 2020년 3월 2일에 확인함.
163. 1 2  Hitt, M. A., Ireland, R. D., Hoskisson, R. E.. (2011). Strategic Management. (9th ed.). Mason, Ohio: South-Western Cengage Learning.
164. ↑  Heaton, L. H. (2008) Knowledge Management. International Encyclopedia of Communication. Boston: Blackledge.
165. ↑  Boyacigiller, N.; Adler, N. J. (1991). 《The Parochial Dinosaur: The Organizational Sciences in Global Context》. 《Academy of Management Review》. doi:10.5465/amr.1991.4278936.
166. ↑  
Graumann, Carl F.; Moscovici, Serge, 편집. (2012). 《Changing Conceptions of Leadership》. Springer Series in Social Psychology. New York: Springer Science & Business Media. ISBN 978-1461248767. 2020년 3월 2일에 확인함.
167. ↑  Hofestede, G. (1991). Cultures and Organizations: Software of the Mind.
168. ↑  Hofstede, G. (1980). Motivation, Leadership and Organization: Do American Theories Apply Abroad? Organizational Dynamics.
169. ↑  
Adler, N. J. % Gundersen, A. (2008). International Dimensions of Organizational Behavior.
170. 1 2  Michelacci, Claudio (2015년 6월 24일). 《Are They All Like Bill, Mark, and Steve? The Education Premium for Entrepreneurs》 (PDF). 《EIEF》. 2015년 12월 8일에 원본 문서 (PDF)에서 보존된 문서. 2015년 11월 27일에 확인함.
171. ↑  Anna Grandori; Laura Gaillard Giordani (2011). 《Organizing Entrepreneurship》. Routledge. ISBN 978-0-415-57037-4.
172. ↑  Charles W. L. Hill; Gareth R. Jones (2009). 《Strategic Management Theory: An Integrated Approach》. South-Western College Pub. ISBN 978-0-538-75107-0.
173. ↑  R. Duane Ireland; Robert E. Hoskisson; Michael A. Hitt (2008년 10월 8일). 《Understanding Business Strategy: Concepts and Cases (Strategic Management)》. South-Western College Pub. ISBN 978-0-324-57899-7.
174. ↑  Charles W. L. Hill; Gareth R. Jones (2008). 《Essentials of Strategic Management》. South-Western College Pub. ISBN 978-0-547-19432-5.
175. ↑  Bhide, Amar (1999). 《The Origin and Evolution of New Businesses》 (PDF). Oxford University Press. 40쪽. ISBN 978-0195170313.
176. ↑  Ebbena, Jay; Johnson, Alec (2006). 《Bootstrapping in small firms: An empirical analysis of change over time》. 《Journal of Business Venturing》 21 (November 2006). 851–865쪽. doi:10.1016/j.jbusvent.2005.06.007. Bootstrapping has taken on many definitions in the literature, but there has been some recent consensus that it is a collection of methods used to minimize the amount of outside debt and equity financing needed from banks and investors (Winborg and Landstrom, 2001 and Harrison and Mason, 1997).
177. ↑  Narayanan, V. K.; Colarelli O'Connor, Gina (2010). 《Encyclopedia of Technology and Innovation Management》. John Wiley & Sons. 60쪽. ISBN 978-1-4051-6049-0.
178. 1 2  Meh, Cesaire Assah (2002). 《Entrepreneurial Risk, Credit Constraints, and the Corporate Income Tax: A Quantitative Exploration》. 《Bank of Canada, Working Papers 2002–21》.
179. 1 2  Bruce, Donald and John Deskins (2012). 《Can state tax policies be used to promote entrepreneurial activity?》. 《Small Business Economics》 38. 375–397쪽. doi:10.1007/s11187-010-9262-y. S2CID 14117173.
180. ↑  Asoni, Andrea; Sanandaji, Tino (2014). 《Taxation and the quality of entrepreneurship》. 《Journal of Economics》 113. 101–123쪽. doi:10.1007/s00712-013-0375-z. JSTOR 43574687. S2CID 154956413.
181. ↑  Bruce, Donald and Mohammed Mohsin (2006). 《Tax Policy and Entrepreneurship: New Time Series Evidence》. 《Small Business Economics》 26. 409–425쪽. doi:10.1007/s11187-005-5602-8. S2CID 154429897.
182. ↑  D.S Adegbenro I.C.T Poytechnic Lecture on EED 126, 2015">Entrepreneurship Lecture( EED 126) in D.S adegbenro Polytechnic, on 1 July 2015. Nigeria
183. ↑  Scott A. Shane (2008). 〈7〉. 《The Illusions of Entrepreneurship: The Costly Myths That Entrepreneurs, Investors, and Policy Makers Live By》. Yale University Press. ISBN 978-0-300-15006-3.
184. ↑  Perry-Rivers, P. (October 2014). 《Stratification, Economic Adversity, and Entrepreneurial Launch: The Converse Effect of Resource Position on Entrepreneurial Strategy》. 《Entrepreneurship Theory & Practice》 40. 685–712쪽. doi:10.1111/etap.12137. S2CID 153562537.